# Terceira dinastia de Ur

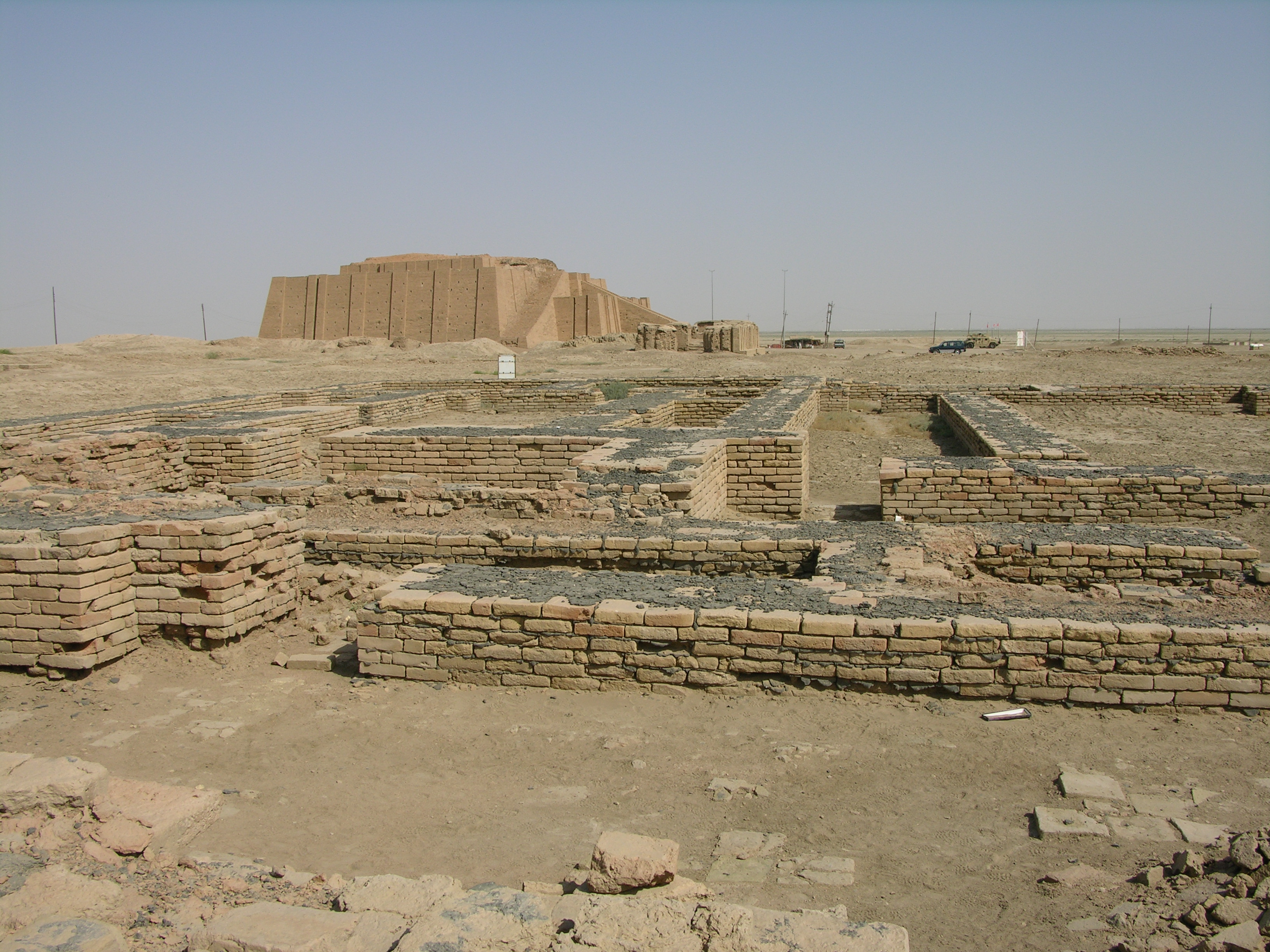
Ruínas da cidade de Ur, com o zigurate em segundo plano

A terceira dinastia de Ur, também designada abreviadamente Ur III, foi a terceira dinastia da cidade suméria de Ur, segundo a tradição historiográfica mesopotâmica. A designação é também aplicada ao grande império fundado pelos soberanos da dinastia, que dominou toda a Mesopotâmia aproximadamente entre 2 112 e 2 004 a.C. segundo a "cronologia média" ou entre 2 047 e 1 940 a.C. segundo a "cronologia inferior".
Na história mesopotâmica, o Império de Ur deu continuidade ao Império Acádio, que o precedeu cerca de dois séculos. No entanto, ao contrário desta, a dinastia de Ur III era de origem suméria e não acádia. Os seus reis, administradores e letrados, usavam sobretudo a língua suméria, pelo que este período é por vezes chamado período neossumério, o qual também inclui a dinastia de Gudea de Lagaxe, que terminou com o início do domínio de Ur III e que teria constituído um "renascimento sumério" depois do domínio dos acádios, uma perspetiva que é contestada por alguns estudiosos.
O período de Ur III é notável pela quantidade de documentação escrita que chegou até nós, na sua maior parte de natureza administrativa, que permite saber como funcionava o reino e alguns aspetos da sua sociedade e da sua economia. Esta abundância documental e a análise das práticas administrativas da época dão a impressão de um Estado "burocrático". Durante a dinastia, a administração das instituições oficiais (templos e palácios) ganhou uma importância sem precedentes e raramente igualada depois na história mesopotâmica, que deu origem a experiências administrativas originais.

## História
Em meados do século XXII a.C., o Império Acádio foi destruído em circunstâncias mal conhecidas: aparentemente os gútios tiveram um papel importante nesse acontecimento, mas também se nota que a Baixa Mesopotâmia se fragmentou em vários reinados constituídos em volta de certas cidades, nomeadamente Uruque e Lagaxe. Cerca de 2 120 ou 2 055 a.C., o rei Utuegal de Uruque derrotou Tiricã, o rei dos gútios, passando a poder exercer a sua soberania sobre o sul da Mesopotâmia. Mas o seu reinado foi breve e após cerca de oito anos no trono, foi deposto por notáveis da sua corte liderados pelo seu irmão Ur-Namu, o governador de Ur. A tradição mesopotâmica reconhece Ur-Namu como o fundador da terceira dinastia de Ur.
A história política da dinastia foi reconstituída em primeiro lugar graças aos nomes dos anos dos reis que são conhecidos de forma completa a partir do reinado de Sulgi. Eles fornecem a duração dos reinados e os acontecimentos mais notáveis (usualmente de caráter militar ou religioso). Por exemplo, o sexto ano do reinado de Su-Sim (r. 2 037–2 029 a.C.) intitula-se "Su-Sim, rei de Ur, erigiu uma magnífica estela para Enlil e Ninlil" e o sétimo "Su-Sim, rei dos `quatro cantos, destruiu o país de Zabesali". O nome do ano refere-se ao acontecimento considerado mais relevante entre aqueles que tiveram lugar no ano precedente: assim, a tomada de Zabesali ocorreu no sexto ano do reinado de Su-Sim. Estas informações podem ser completadas por várias inscrições reais. As mais desenvolvidas acerca de acontecimentos históricos datam do reinado de Ur-Namu. Há ainda informações complementares nos hinos dedicados a reis e nos textos administrativos. Cabe ainda mencionar os textos de caráter historiográfico redigidos depois da queda do reino e cartas que se apresentam como sendo correspondência entre os reis de Ur e os seus administradores, cuja fiabilidade é tema de debate.
Com todos estes elementos, a cronologia relativa geral da dinastia pode ser estabelecida, mas há muitas lacunas. A cronologia absoluta é muito mais incerta: não há consenso para a datação absoluta dos reinados e os especialistas hesitam entre uma "cronologia média" e uma "cronologia inferior", sabendo que ambas são apenas aproximadas, embora a maior parte opte por usar a cronologia média.

### Ur-Namu, o fundador
Desde a sua entronização que Ur-Namu (r. ca. 2 112–2 095 a.C. segundo a cronologia média; 2 047–2 030 a.C. segundo a cronologia inferior) afirmou o seu domínio sobre o território anteriormente governado por Utuegal, centrado em Uruque e em Ur, tendo depois estendido as suas possessões a toda a Baixa Mesopotâmia. Tomou então o título de "rei da Suméria e da Acádia", simbolizando a unificação das cidades-estado da Baixa Mesopotâmia como tinham feito antes os reis da Acádia. O seu domínio em direção ao rio Diala, a nordeste, teve que passar por uma vitória sobre as tropas elamitas. Ur-Namu procedeu depois a uma reorganização dos territórios dominados, tendo mandado restaurar as cidades maiores, os seus santuários, os canais de irrigação, além de ter feito uma reorganização administrativa. O seu código legal é um símbolo da sua vontade em mostrar-se como um rei justo. A crer numa tradição posterior, Ur-Namu morreu durante um combate ocorrido no 18.º ano do seu reinado.

### Sulgi, o Império de Ur
Ur-Namu foi sucedido pelo seu filho Sulgi (r. ca. 2 094−2 047 a.C. ou 2 029−1 982 a.C.) em condições difíceis se o seu pai morreu realmente numa expedição militar. Da primeira vintena de anos do seu reinado só são conhecidas atividades religiosas, nomeadamente em Ur e Nipur. Os 18 anos seguintes colocam Sulgi entre os mais brilhantes da história mesopotâmica. Ele estendeu o seu reino na sequência de várias conquistas em direção a norte e sobretudo a nordeste; as suas campanhas militares levaram a vitórias na região do Alto Tigre e do Zagros ocidental (Arbela, Simurrum, Lulubum, Quimas, etc.) e o Elão (Ansã). Para encontrar soluções pacíficas para os conflitos, foram feitas diversas alianças matrimoniais com reinos do planalto iraniano, nomeadamente com o poderoso Marasi.
As regiões conquistadas foram constituídas em províncias-tampão face aos reinos que se mantiveram independentes. Foi construída uma muralha no norte da Acádia para fazer face às incursões das populações do noroeste, os MAR.TU (amoritas). Sulgi levou também a cabo numerosas reformas que reorganizaram profundamente as províncias centrais. Uma parte destas pode ter sido iniciada pelo seu pai, pois por vezes é difícil distinguir entre as obras de um e de outro. Algumas das áreas em que estas reformas incidiram notoriamente foi no sistema de tributação (com a colocação em prática do BALA), na organização dos domínios dos templos, na formação de escribas e da escrita, no calendário real e na construção de um importante centro administrativo (e talvez residência real) em Puzerisdagã (um subúrbio de Nipur). Tal resultou numa burocratização da administração, que explica a inflação da documentação que então teve lugar. No reinado de Sulgi assistiu-se ainda à divinização do rei e à redação de toda uma literatura a glorificá-lo. Vários dos seus filhos e filhas foram postos à frente de grandes santuários. Sulgi morreu após reinar durante 18 anos com grande sucesso. As causas da sua morte são tão obscuras como as do seu pai e é possível que os seus últimos anos tenham sido tumultuosos.

### Amar-Sim, Su-Sim e Ibi-Sim, a lenta degradação do reino
Amar-Sim (r. ca. 2 046−2 038 a.C. ou 1 981−1 973 a.C.) sucedeu ao seu pai Sulgi e reinou durante nove anos. As suas tropas combateram em várias ocasiões nas zonas periféricas do norte e do leste (Arbela, Quimas, Hunur, etc.) onde o domínio do reino de Ur tinha que ser regularmente reafirmado, ao mesmo tempo que as relações diplomáticas com os reis do planalto iraniano continuaram. O sistema administrativo posto em prática pelos seus antecessores continuou a funcionar bem.
Su-Sim (r. ca. 2 037−2 029 a.C. ou 1 974−1 962 a.C.), filho ou irmão de Amar-Sim, a quem sucedeu, reinou também durante nove anos. Teve que afirmar a sua autoridade nas zonas periféricas do norte e do leste. Os tributos cobrados nessas regiões parecem ter chegado menos regularmente, um sinal de um enfraquecimento do poder do rei de Ur. A maior ameaça vinha de noroeste, devido a incursões amoritas. Para lhes fazer face, Su-Sim reforçou o sistema defensivo implementado por Sulgi construindo uma nova muralha.
Ibi-Sim (r. ca. 2 028−2 004 a.C. ou 1 963−1 940 a.C.), filho de Su-Sim, reinou 24 anos, durante os quais a desagregação do reino continua de forma inexorável. Nos arquivos dos grandes centros administrativos das regiões centrais nada se encontra depois dos primeiros anos do reinado. São realizadas várias campanhas militares contra as entidades políticas situadas nas zonas fronteiriças orientais do reino (Ansã, Hunur e Susa), que entretanto tinham ganho autonomia. Por seu lado, as províncias próximas do centro foram-se tornando independentes: é bem conhecido o caso de Esnuna e sobretudo o de Isim, sob a liderança de Isbi-Erra, um governador renegado de origem amorita. As incursões das tribos amoritas tornaram-se cada vez mais violentas, ao mesmo tempo que surgiu uma crise de fome.

### A queda de Ur

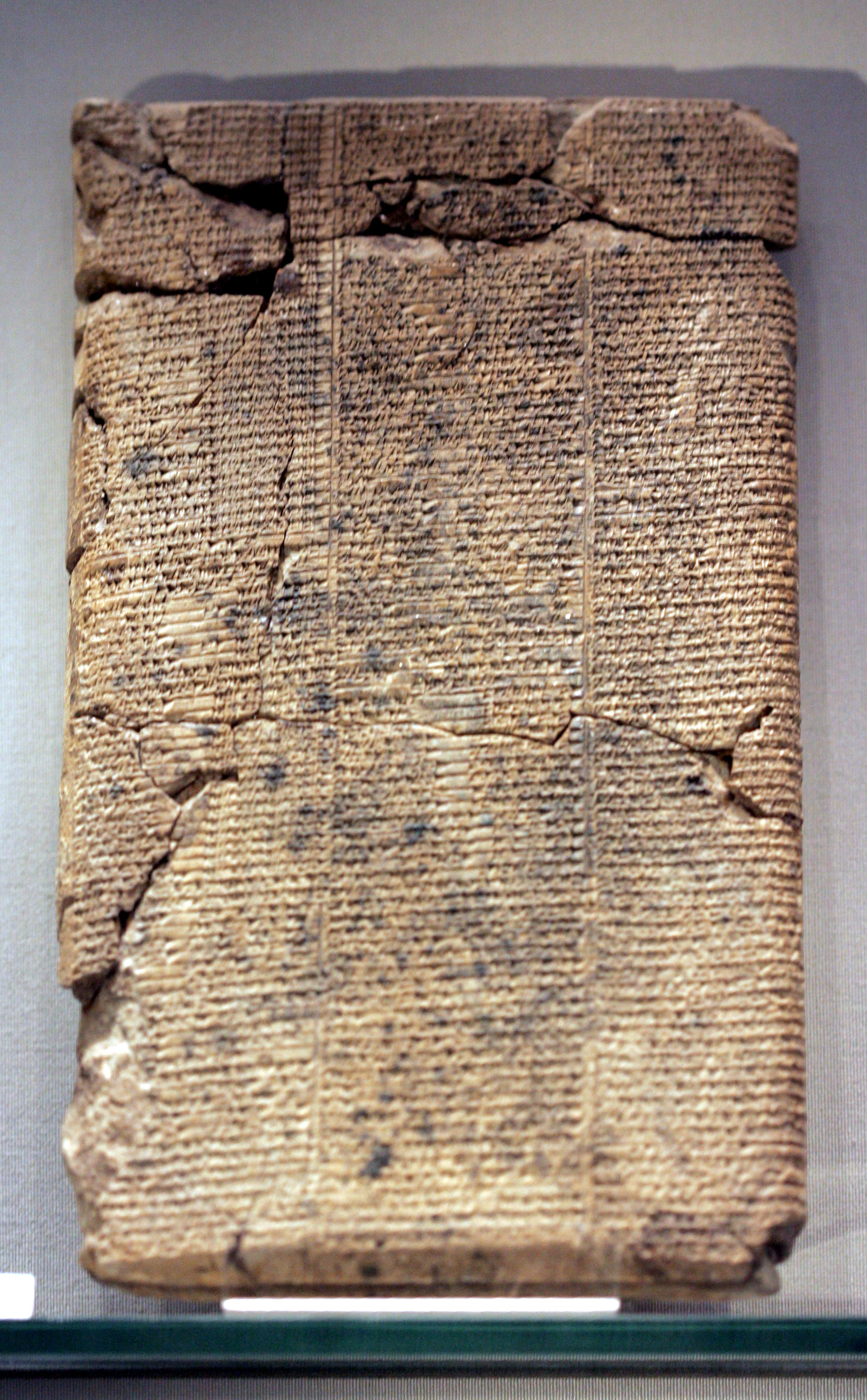
Tábua com o texto da Lamentação pela destruição de Ur, Museu do Louvre

A queda da terceira dinastia de Ur ocorreu cerca de quarenta anos depois da morte do seu maior rei, durante o reinado do seu neto. Foram propostas várias causas para explicar este colapso: a organização burocrática complexa do império parece ter sido pesada e frágil por ser difícil de manter ao longo do tempo, ao mesmo tempo que os governadores provinciais só só eram bem controlados quando o poder do soberano era forte, podendo tornarem-se autónomos quando tal poder enfraquecia, a começar nos das regiões periféricas. Além disso, as relações com as regiões vizinhas nunca foram pacificadas apesar das numerosas tentativas, nomeadamente com os reinos elamitas e com as tribos dos martu/amoritas. Mais recentemente, foi proposta outra explicação: um aquecimento climático que teria provocada a fome dos últimos anos do reino.
O desenrolar exato da queda de Ur é mal conhecido, pois a sua reconstituição é feita sobretudo recorrendo a fontes posteriores cuja fiabilidade está mal estabelecida, nomeadamente pelas carta apócrifas evocadas acima, que dão elementos sobre as condições da secessão de Ixiberra e Isim, que teve lugar num cenário de crise alimentar. O golpe de misericórdia parece ter sido uma expedição liderada pelo rei elamita Quindatu de Quimas, que também integrava tropas vindas do Zagros. Aparentemente, o rei de Ur Ibi-Sim parece ter sido levado para Elam com a estátua do deus Nana, padroeiro de Ur, simbolizando a sua completa derrota. No entanto, as tropas elamitas são depois perseguidas por Ixiberra, que tira partido da queda de Ur, exercendo a hegemonia sobre as cidades da Suméria, não obstante não ter logrado estabelecer um reino com o tamanho do de Ur III.
O reino de Ur III lançou as bases dos grandes reinos que lhe sucederam. Enquanto Embora os sumérios desaparecessem como povo, abriu-se uma nova era na história mesopotâmica, o período paleobabilónico ou período amorita. Os primeiros reis amoritas (sobretudo os de Isim e de Larsa) assumiram a herança de Ur III: os seus títulos retomaram os dos reis de Ur e continuaram durante algum tempo a ser divinizados e a patrocinar arte e literatura que davam continuidade às do período neossumério. No reino de Isim foram redigidos textos de "lamentações" que comemoram a queda do reino de Ur e das suas grandes cidades (Ur, Uruque, Nipur e Eridu). Esses escritos tinham como objetivo justificar a queda de Ur e legitimar o domínio dos novos governantes do sul da Mesopotâmia, apresentando os seus reinados como decisões divinas. Hinos e histórias relativas aos reis de Ur III, principalmente Ur-Namu e Sulgi, foram também recopiadas e perpetuam a memória dos seus brilhantes reinados, o mesmo acontecendo com as cartas apócrifas dos reis de Ur, que são recopiadas no meio escolar.

## Organização do reino de Ur III
A organização do reino de Ur III é bem conhecida graças à abundante documentação em escrita cuneiforme desse período, proveniente principalmente de cinco sítios, as antigas cidades de Guirsu (Telo), Uma (Tel Jocar), Puzerisdagã (Drehem), Nipur e Ur. Estima-se que tenham sido encontradas cerca de 90 000 tábuas deste período, das quais 12 000 não foram publicadas. A esmagadora maioria dos documentos são de natureza administrativa, provêm dos templos e datam dos reinados de Sulgi, Amar-Sim e Su-Sim.

### O rei e a sua comitiva
Eu, o Rei, sou um guerreiro desde o ventre (da minha mãe)

Eu, Sulgi, homem poderoso desde o (o dia do) meu nascimento

Sou um leão de olhos ferozes nascido de um dragão

Sou o Rei dos quatro cantos (do universo)

Sou o pastor dos cabeças-negras (dos homens)

Sou digno de confiança, o deus de todos os países, [...]

Sou aquele que foi abençoado por Enlil

Sou Sulgi, sou o bem amado de Ninlil

Sou sinceramente querido por Nintu

Recebi o dom da sabedoria de Enqui

Sou o poderoso rei de Nana

Sou o leão com as mandíbulas abertas de Utu

Sou Sulgi, escolhido para amar Inana
———
Glorificação do soberano: hino ao rei Sulgi.

A terceira dinastia de Ur era uma monarquia hereditária que seguia o modelo mesopotâmico, no qual o rei (LUGAL) devia a sua entronização ao apoio divino, em primeiro lugar do grande deus Enlil, residente em Nipur, que era também a sede da corte real durante a maior parte do tempo. Ur-Namu intitulou-se simplesmente "Rei de Ur" no início do seu reinado, antes de tomar o título de "Rei da Suméria e da Acádia" quando estendeu o seu domínio a toda a Baixa Mesopotâmia. O seu filho Sulgi, seguindo o exemplo de Narã-Sim da Acádia (r. 2 254–2 218 a.C.), junta o título de "Rei dos Quatro Cantos (da terra)", ou seja, de todo o mundo conhecido. São escritos hinos à sua glória, destacando as suas qualidades e apresentando-o como um soberano ideal. Ele ocupava um lugar que se elevava acima dos homens, com estatuto de divindade: o determinativo da divindade era colocado antes do seu nome, era objeto de culto e são-lhe dedicados templos. Os seus sucessores seguem o seu exemplo. As funções do rei passavam pela direção da administração, do exército, servir de juiz supremo e do ponto de vista religioso devia assegurar o bom funcionamento do culto dos deuses, participando dos rituais importantes se fosse necessário.
Os membros da família real apoiavam o rei na direção do reino: os príncipes tinham cargos administrativos, militares e religiosos. Su-Sim teve atribuições importantes enquanto o seu pai Sulgi era vivo, que atribuiu igualmente papéis importantes às suas esposas, nomeadamente no culto, e várias princesas tornaram-se grandes sacerdotisas do deus Nana em Ur, como no tempo dos reis da Acádia. Os reis alargaram o seu círculo familiar através de uma política matrimonial que envolvia as elites administrativas. Havia portanto uma verdadeira patrimonialização do reino, pois os cargos mais elevados estavam reservados aos membros da família real ou aqueles que a ela estavam ligados.
A seguir ao rei, a segunda figura da administração central era o SUKKAL.MAH, que pode traduzir-se como "grão-vizir" ou "primeiro-ministro", que tinha um poder muito vasto e mal definido, tanto no domínio civil como no militar, e que também podia ser governador provincial. Um exemplo disso é Arade-Nana, o muito influente primeiro-ministro de Su-Sim, que também era governador da rica província de Lagaxe e de várias regiões fronteiriças. O SUKKAL.MAH dirigia os SUKKAL, funcionários itinerantes que tinham diversos cargos e eram enviados a todas as partes do reino. O rei dispunha ainda de uma rede de controladores fiéis, que o informavam de tudo quanto se passava no país. Graças a um sistema de postos de muda, distantes entre si um dia de marcha, esses funcionários moviam-se rápida e facilmente por todos os territórios do reino.
São conhecidos outros cargos importantes da administração central, como o copeiro real (ZABAR.DAB5), que aparentemente se ocupava de assuntos ligados ao culto religioso. O grau de centralização do império é difícil de avaliar. É evidente que os soberanos procuraram estabelecer um controlo apertado do seu reino, sobretudo no domínio económico, mas aparentemente depararam-se com alguma resistência, o que limitou a sua influência e acabou por causar a desagregação do reino. Este era muito dependente da força da figura real e perdia coesão quando a influência real enfraquecia.

### Províncias centrais

Mapa dos principais sítios arqueológicos da Baixa Mesopotâmia no período de Ur III

O território dominado pelo império de Ur pode ser separado em duas entidades distintas: um centro e uma periferia, como é salientado num estudo fundamental de P. Steinkeller.
O centro era formado pelas regiões da Suméria, da Acádia e do vale do Diala, onde tinha florescido anteriormente as cidades-estado da Baixa Mesopotâmia, unificadas pela primeira vez pelos soberanos do Império Acádio e posteriormente por Ur-Namu e Sulgi. Essa região central estava dividida numa vintena de províncias correspondentes às antigas cidades-estado. As mais importantes situavam-se no sul, em redor das grandes cidades sumérias, as quais eram as que recebiam mais atenção da parte dos reis de Ur, que nelas construíram grandes complexos religiosos aos quais faziam ofertas regularmente. A cidade de Ur ocupava um lugar importante, juntamente com a vizinha Uruque, de onde era originária a dinastia e que pode ter sido o local onde os reis de Ur III eram sepultados.
A província de Nipur tinha um papel central, pois aparentemente era lá que os reis de Ur preferiam residir, perto do santuário mais importante da Mesopotâmia, sede de Enlil, o rei dos deuses, pelo que era a verdadeira capital religiosa. Foi nos arredores de Nipur que Sulgi mandou construir o Puzerisdagã, um importante centro administrativo que pode também ter servido como residência real. Entre as outras províncias importantes cabe destacar Lagaxe (cujo centro administrativo era Guirsu) e Uma, duas ricas regiões agrícolas.
É usual contrapor estas cidades do sul às situadas mais a norte (Quis e Sipar, além de Babilónia, que então ainda não era tão importante mas se estava a desenvolver), pois as primeiras eram povoadas maioritariamente por sumérios enquanto que as segundas eram maioritariamente acádias (e consequentemente semitas), como indicam os nomes das pessoas que ali viviam. No entanto esta distinção estava a atenuar-se, pois foi durante o período da chamada renascença suméria que paradoxalmente o acádio suplantou definitivamente o sumério como língua viva (ver mais abaixo).
As províncias centrais tinham um governador civil, encarregado de dirigir a administração civil e judicial, intitulado ENSÍ (um título surgido no Período Dinástico Arcaico, durante o qual designava principalmente o rei de Lagaxe). A ele estava frequentemente associado um governador militar, o ŠAGIN (em sumério) ou šakkanakkum (em acádio). Em muitos casos, os governadores civis eram originários da província que dirigiam e era usual que o cargo fosse transmitido hereditariamente no seio de uma mesma família, o que levou à constituição de verdadeiras dinastias locais que ameaçavam a coesão do reino. Não obstante as tendências centralizadoras, o poder central nunca conseguiu eliminar os particularismos provinciais, como a existência de calendários e de práticas administrativas locais. Os governadores civis retomaram ao nível local algumas funções dos reis existentes antes do domínio de Ur III, tanto na administração como na economia e na religião. Estes governadores supervisionavam as grandes propriedades agrícolas que era as principais unidades económicas do reino e os templos que dispunham da sua própria administração. Uma grande parte da população dependia diretamente deles devido a dirigirem a maior parte das atividades económicas e por isso tinham um papel fulcral no seio das comunidades locais. Do ponto de vista fiscal, todas as regiões centrais deviam participar no sistema do BALA (ver mais abaixo).

### Províncias periféricas
As províncias periféricas eram uma espécie de marcas de fronteira e eram guardadas por colónias militares destinadas a manter o domínio de Ur e defender as fronteiras. Situavam-se a oriente (Susiana), a nordeste (Zagros) e ao longo do vale do Tigre até pelo menos Assur e Arbela. Os limites setentrionais da influência de Ur III são tema de debate, mas é evidente que as regiões do Médio Eufrates e do triângulo do Cabur não foram dominados embora tivessem sido controlados pelos reis da Acádia, talvez porque estivessem então em crise devido a um aquecimento climático ou, mais provavelmente, porque se tratavam de zonas de onde onde eram originários os amoritas, que então eram muito turbulentos.
A maior parte das regiões periféricas orientais tinham uma função de zona-tampão entre o coração do reino e os reinos ameaçadores do planalto iraniano. Em contraste com as províncias interiores, as províncias periféricas eram dirigidas por autoridades militares encabeçadas por ŠAGIN (governadores militares), os quais eram assistidos por diversos NU.BANDA3 ("capitães"). Estes governadores comandavam guarnições importantes nas cidades principais, como Susa, enqunato os capitães se ocupavam de estabelecimentos de menor dimensão, que eram uma espécie de colónias militares.
Os governadores das províncias periféricas distinguiam-se em vários aspetos dos seus homólogos das províncias interiores. Em geral eram jovens promovidos pelo soberano (que por vezes os casava com princesas), em muitos casos de origem estrangeira (elamitas, amoritas, hurritas, etc.) e não permaneciam em funções muito tempo na mesma província. Os seus soldados eram aparentemente recrutados entre povos não mesopotâmicos. As autoridades fronteiriças não participavam do sistema do BALA mas deviam pagar um tributo anual (GÚN.MADA), que geralmente era constituído por gado (sobretudo ovinos, mas também bovinos) que era criado naquelas regiões, que dispunham de numerosas terras de pastagem. Os soldados participavam nas atividades pecuárias. As regiões fronteiriças foram as primeiras a escapar ao controlo do poder central, pois os respetivos tributos deixaram de ser pagos regularmente a partir do reinado de Su-Sim.

### Exército
Apesar da quantidade de documentação disponível sobre o funcionamento do reino de Ur III, sabe-se muito pouco sobre o seu exército. No entanto, era uma componente essencial do poderio daquele estado, que empreendeu várias guerras, muitas delas vitoriosas, nos países vizinhos. O sistema de "marcas" (províncias fronteiriças) do reino baseava-se nas guarnições de soldados, comandados por governadores militares. O exército da Terceira Dinastia de Ur dispunha aparentemente de tropas profissionais permanentes, os AGA3.US2 (rēdû em acádio), que eram remuneradas como o resto dos funcionários pelo sistema de rações ou de terras de subsistência. Em tempos de paz, estes soldados eram empregues na segurança interna do reino, como uma polícia, mas também como mensageiros. Uma tropa de elite formava a guarda pessoal do rei. Nos períodos de conflito, o exército era reforçado por homens recrutados entre os servos (ERÍN/ṣābum).
A principal arma ofensiva dos soldados era a lança (sobretudo para os conscritos), juntamente com a maça e o arco (para os soldados profissionais treinados no seu uso). O equipamento e armamento defensivos são desconhecidos, o mesmo acontecendo com o número de soldados mobilizados em campanha. Acima dos soldados de base, o exército era organizado hierarquicamente, com oficiais tendo sob o seu comando um número de homens que se conhece mal. As unidades de base eram comandadas por um UGULA ("tenente") — sabe-se da existência de unidades de 10 e de 60 homens. No nível superior, o NU.BANDA3 ("capitão") comandava algumas centenas de homens. O nível mais alto o exército era o de governador militar de uma província (ŠAGIN/šakkanakkum), uma espécie de "general". Este dirigia apenas as províncias fronteiriças, pois nas províncias interiores as funções de governo civil eram exercidas por um governador civil, o ENSÍ. As autoridades supremas do exército acima dos ŠAGIN eram as que dirigiam o reino, ou seja o primeiro-ministro e o próprio rei. Este último podia não comandar ele próprio diretamente as suas tropas.

### Diplomacia
As relações do reino de Ur com os reinos situados para lá das províncias periféricas baseavam-se em práticas diplomáticas que visavam encontrar soluções pacíficas para os problemas fronteiriços. Essas práticas estão documentadas principalmente para os reinos do planalto iraniano (Ansã, Zabesali e Marasi, mas também há algum conhecimento sobre as relações com os estados da Alta Mesopotâmia e da Síria (Nínive, Ursu, Simanum e Mari). As relações diplomáticas regulares passavam por mensageiros-embaixadores (não havia embaixadores permanentes) que vinham dos reinos estrangeiros e eram recebidos na corte real, o que é atestado por textos de Puzerisdagã. Estes mencionam a comida e as bebidas que lhes eram fornecidas enquanto eles residiam na Baixa Mesopotâmia (não se sabe se também no palácio real), onde ficam a cargo de funcionários locais (SUKKAL) que por vezes podiam também servir como intérpretes. Quando partiam, esses embaixadores estrangeiros recebiam o que precisavam para a viagem de regresso e presentes destinados ao seu senhor, segundo os hábitos diplomáticos da época.
O rei dispunha dos seus próprios mensageiros-embaixadores (LÚ.KIN.GI4.A LUGAL; "mensageiros reais"), os quais eram supervisionados pelo primeiro-ministro, que administrava uma espécie de serviço diplomático além das suas outras atribuições. De forma mais excecional, os reis de Ur casavam algumas das suas filhas com reis estrangeiros, sobretudo do planalto iraniano, como é mencionado em vários dos seus "nomes de anos". Porém, esta política estava longe de ser eficaz, pois aconteceram casos em que os reis de Ur entraram em guerra com um dos seus genros.

### Estruturas judiciárias
§1: Se alguém cometeu um assassinato, esse homem será condenado à morte.
§2: Se alguém fez um assalto, será condenado à morte.
§3: Se alguém deteve arbitrariamente (qualquer outro), esse homem será preso (e) pagará 15 siclos de prata.
§6: Se alguém cometeu violência contra a esposa de um homem (ainda) não desflorada de um jovem e a desflorou, será condenado à morte.
§7: Se a esposa de um jovem seguiu alguém por sua própria iniciativa e se deitou com ele, essa mulher será condenada à morte (mas) será concedida a liberdade a esse homem.
§8: Se alguém cometeu violência contra a serviçal não desflorada de outro e a desflorou, esse homem pagará 5 siclos de prata.
§28: Se alguém se apresentar como testemunha e for identificado como malfeitor (perjúrio), pagará 5 siclos de prata.
§29: Se alguém se apresentar como testemunha (mas) se recusar a prestar juramento, ele pagará o montante que estiver (em jogo) nesse processo.
———
Exemplos de artigos do Código de Ur-Namu.

Há dezenas de documentos que dão informações sobre a organização jurídica do reino de Ur, a qual era um elemento essencial para o seu bom funcionamento e legitimidade. Os antigos mesopotâmios deram muita atenção ao ideal de justiça desde épocas muito antigas e desenvolveram um sistema jurídico empírico. Isso é claramente patente num dos documentos jurídicos mais importantes do período de Ur III, o Código de Ur-Namu, conhecido através de cópias tardias fragmentárias que apenas preservam uma parte do prólogo e cerca de 40 sentenças judiciais, as chamadas "leis" que não deviam ser aplicadas de forma rigorosa. Esse texto é principalmente uma coleção de natureza jurisprudencial e um texto de glorificação que tem como objetivo destacar a figura do rei justo. O essencial das fontes jurídicas é constituído por documentos das práticas judiciais: cerca de 250 atas de processos redigidas após estes terem terminado. Esses processos tratam de diversos assuntos: heranças, casamentos, negócios, crimes e delitos, problemas ligados a escravos, etc. Outras fontes são contratos e textos administrativos.
As estruturas judiciárias do reino de Ur baseavam-se em primeiro lugar no rei, juiz supremo, mas que usualmente não exercia essa função pessoalmente, pois delegava essa tarefa aos seus administradores, em primeiro lugar aos governadores provinciais, mas também a juízes profissionais (DI.KUD) que exerciam as suas funções de forma colegial. Os juízes podiam ser assistidos por um funcionário que ocupava o cargo de MAŠKIM (o qual nunca era uma função permanente), que instruía certos assuntos e sobretudo registava-os para eventualmente servir de testemunha institucional mais tarde. As autoridades judiciárias podiam ser exercidas por qualquer pessoa, homem ou mulher, livre ou escravo. Os processos eram decididos através do estudo de provas (testemunhos e documentos escritos) ou de juramentos aos deuses.

## Economia estatizada
As dezenas de milhar de tábuas produzidas pela administração de Ur III que chegaram aos nossos dias constituem uma fonte de primeira importância para conhecer a economia e a sociedade da Mesopotâmia antiga. Em grande parte são pequenas tábuas que registam movimentos de bens, por exemplo os "recibos" em forma de pequenas almofadas quadradas, além de documentos de gestão mais elaborados, como inventários, balanços, documentos de gestão de pessoal e de planeamento de gestão. Esses dados tornam-se ainda mais notáveis se for tomado em conta o aspeto quantitativo, pois as as tábuas datadas e conhecidas do império precedente, da Acádia, são bastante menos numerosas. Esta diferença não se deve apenas ao acaso dos achados e ilustra bem o fenómeno de burocratização que teve lugar durante o século de Ur III, que é um dos que produziram mais tábuas na história da Mesopotâmia. Mesmo que as estruturas económicas não tenham sido muito afetadas na sua essência, o fenómeno de tentativa de controlo ou de planeamento da economia é notável, apesar de não ter durado mais do que trinta anos.

### Economia senhorial, dominada pelos grandes organismos

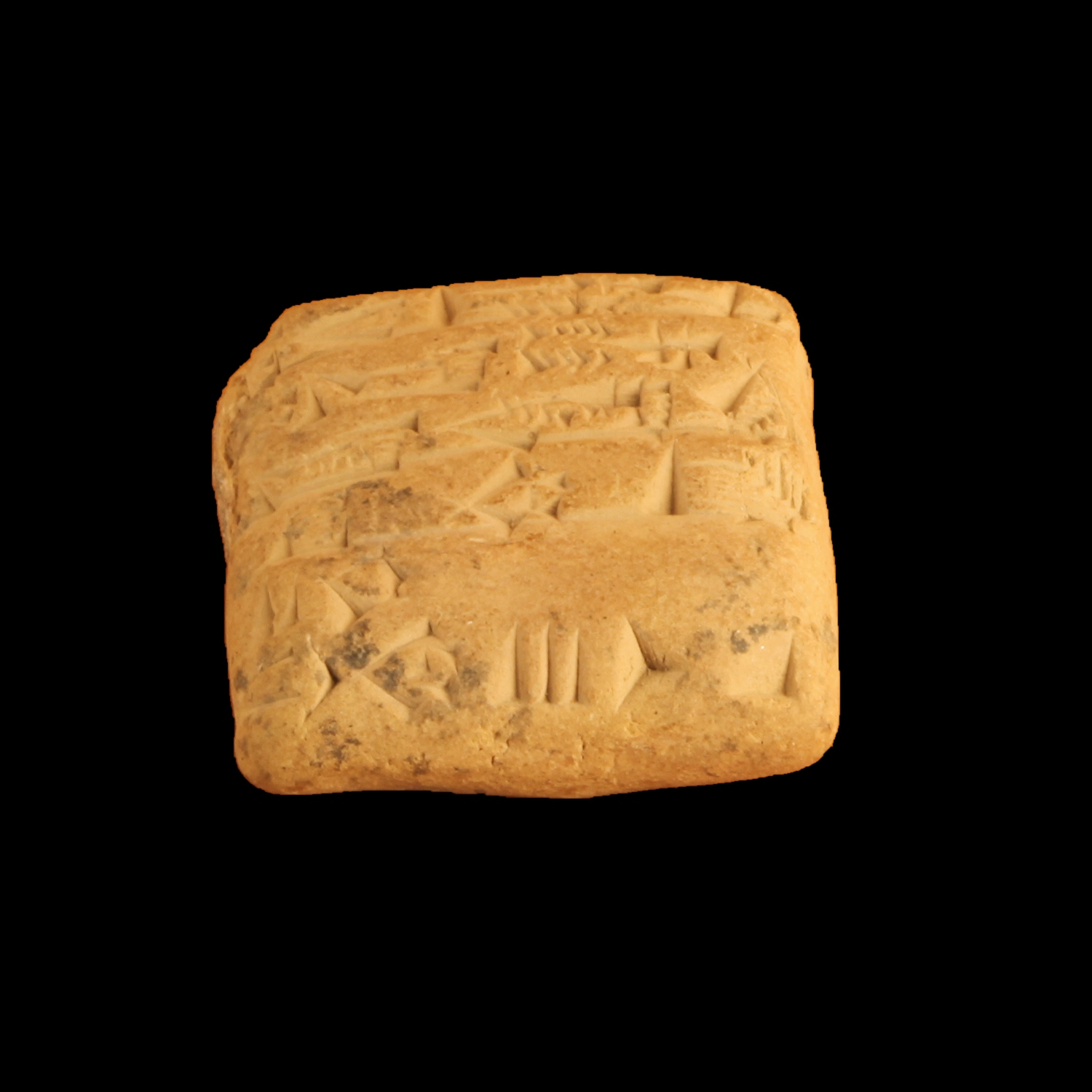
Pequena tábua ("recibo") que regista uma movimentação de gado na conta de uma instituição; Guirsu, ; Museu de Belas Artes de Lyon

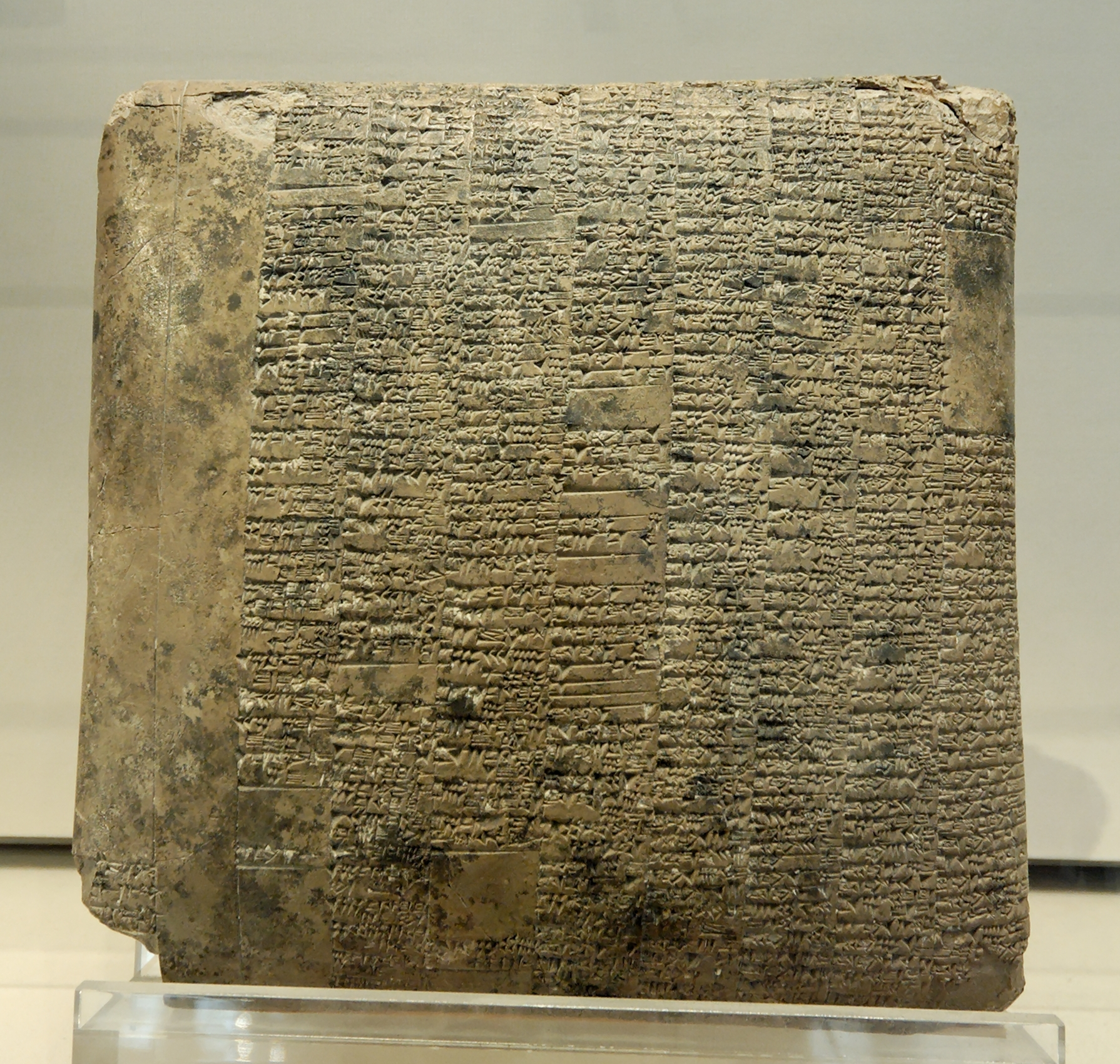
Grande tábua com o inventário de uma instituição: balanço anual de uma exploração agrícola; reinado de Amar-Sim; Museu do Louvre

A economia da Baixa Mesopotâmia do 3.º milénio a.C. tinha três protagnistas: o templo, o palácio ou domínio real e os privados. Os dois primeiros são por vezes agrupados com a designação de "instituições" ou "grandes organismos". Os privados estão pouco presentes nas fontes. Esta forma de organização pode ser caraterizada como dominial, já que a sua unidade fundamental, qualquer que fosse o seu peso económico, era a "casa" (É), que no nível mais elementar correspondia a uma família ou clã, nos casos mais complexos a subdivisões dos grandes organismos e nos níveis intermédios às propriedades dos notáveis.
Os limites entre os diferentes tipos de protagonistas são difusos em muitos casos. Os templos são os melhor conhecidos através das fontes e aqueles que possuíam a maior parte das propriedades agrícolas. Tinham por isso um peso preponderante, mas a separação entre eles e o setor dependente do rei é pouco marcado, pois eram controlados pelos governadores civis e os seus recursos estavam à disposição da administração do estado na qual se baseavam. O domínio real, que parece pouco presente diretamente, é conhecido principalmente pelas oficinas reais. Os grandes organismos tinham pessoal numeroso, hierarquizado e especializado. Os templos tinham ainda administradores principais (ŠABRA et SANGA), que aram assistidos por contabilistas, arquivistas, gestores de diferentes subdivisões das propriedades e, a um nível mais baixo, capatazes (NU.BANDÀ; um termo que designava também os "tenentes" no campo militar), que dirigiam as equipas de trabalhadores. Todo este pessoal era supervisionado por numerosos escribas que ocupavam diversos escalões na hierarquia.
A administração dos grandes organismos funcionava sobretudo em redor de um conjunto de dependentes (GURUŠ para os homens e GEMÉ para as mulheres) que eram organizados em "tropas" (ERÍN, outro termo partilhado com o vocabulário militar). Estes trabalhavam a tempo inteiro diretamente por conta da instituição e podiam ser mobilizados para todo o tipo de trabalhos para além das suas tarefas principais se tal fosse necessário: sabe-se por exemplo de tecelões que trabalhavam nos campos em períodos de ceifa, na moagem de farinha ou a puxar barcos nos canais. Eram pagos em rações (alimentos, principalmente em cevada, e também em lã, por vezes também em azeite, tâmaras, cerveja, etc.). Tratava-se de pessoal inteiramente dependente da instituição. Os administradores eram remunerados com a atribuição de terras de subsistência e também em géneros. Havia ainda pessoas que não eram dependentes das instituições e que podiam trabalhar para estas durante alguns meses por ano em troca de remunerações similares às dos dependentes. Quanto aos escravos (ARÁD), bem documentados pelas fontes jurídicas, não parecem ter tido um papel importante na economia. Eram em geral prisioneiros de guerra que eram atribuídos a uma propriedade ou pessoas que tinham perdido a sua liberdade devido a dívidas.
Há muito pouca documentação sobre o setor privado, o qual era constituído por uma parte da população cuja dimensão é difícil de estimar pois não recebia atenção dos escribas dos grandes organismos, pelo que praticamente não é mencionado nas fontes disponíveis. Apenas algumas dezenas de tábuas documentam as atividades privadas de notáveis (contratos, empréstimos, etc.). O exercício de atividades privadas não era impedimento para trabalhar simultaneamente para uma instituição. A gestão dos grandes organismos era em grande parte exercida por células familiares, geralmente do tipo nuclear, uma ocorrência que se verificava em todos os níveis da economia. Exemplos disso são, entre outros, a gestão do templo de Inana em Nipur pela família de Ur-Meme ou dos lenhadores de Uma, onde se trabalhava em família e os filhos sucediam aos pais. Muito frequentemente, as terras de subsistência (como os cargos nas instituições e na administração), eram patrimonializadas no seio das mesmas famílias, sendo transmitidos de forma hereditária e ocasionalmente eram arrendadas.

### Centralização e burocratização
Um touro e um burro, no ano da (instalação da) sacerdotisa-EN em Eridu (2 038 a.C.); dois touros e dois burros, no ano em que Su-Sim se tornou rei (2 037 a.C.); 16 touros e 6 burros no ano do barco íbex de Abzu (2 036 a.C.); por causa da morte, foram cobrados aos cultivadores, porque as suas peles não foram recebidas. O escriba (encarregado) dos touros de trabalho teve que substituir esses touros e burros ... [lacuna] ... (Herdade da) Casa de Amar-Sim.
———
Relatório contabilístico da administração de uma herdade de Guirsu sobre a morte de animais de trabalho.

As estruturas da economia do reino de Ur III descritas acima não diferem das dos períodos precedentes, nomeadamente das do período do Império Acádio. A verdadeira mudança deste período verificou-se ao nível do grau de controlo exercido pelas instituições sobre a economia, bastante mais forte que nos períodos anteriores, principalmente a partir de meados do reinado de Sulgi, que se traduz por uma diversificação e uma inflação considerável da documentação administrativa (há dezenas de milhares de tábuas conhecidas do período de Ur III, enquanto que há apenas 5 000 do Império Acádio), além da aparição de estruturas administrativas cada vez mais complexas, divididas em numerosos gabinetes. Isso explica o esforço na formação de escribas (DUB.SAR) que se verificou no mesmo período, com a criação de escolas institucionais (É.DUB.BA) que levou ao aumento considerável do número destes especialistas.
Este sistema, que nunca mais se repetiria na história mesopotâmica e que aparentemente só vigorou até ao início do reinado de Ibi-Sim, é usualmente caraterizado como "burocrático". Na realidade não se pode falar de uma verdadeira burocracia conforme a definição de Max Weber, ou seja, de um sistema em que as instituições fortemente hierarquizadas existem independentemente daqueles que as fazem funcionar; em vez disso, no reino de Ur III verificava-se uma dominação "patrimonial" (hereditária), que se baseava num conjunto de propriedades controladas por indivíduos que dependiam em última instância do soberano. Foi principalmente o forte grau de centralização da administração que originou a explosão da quantidade da documentação administrativa.

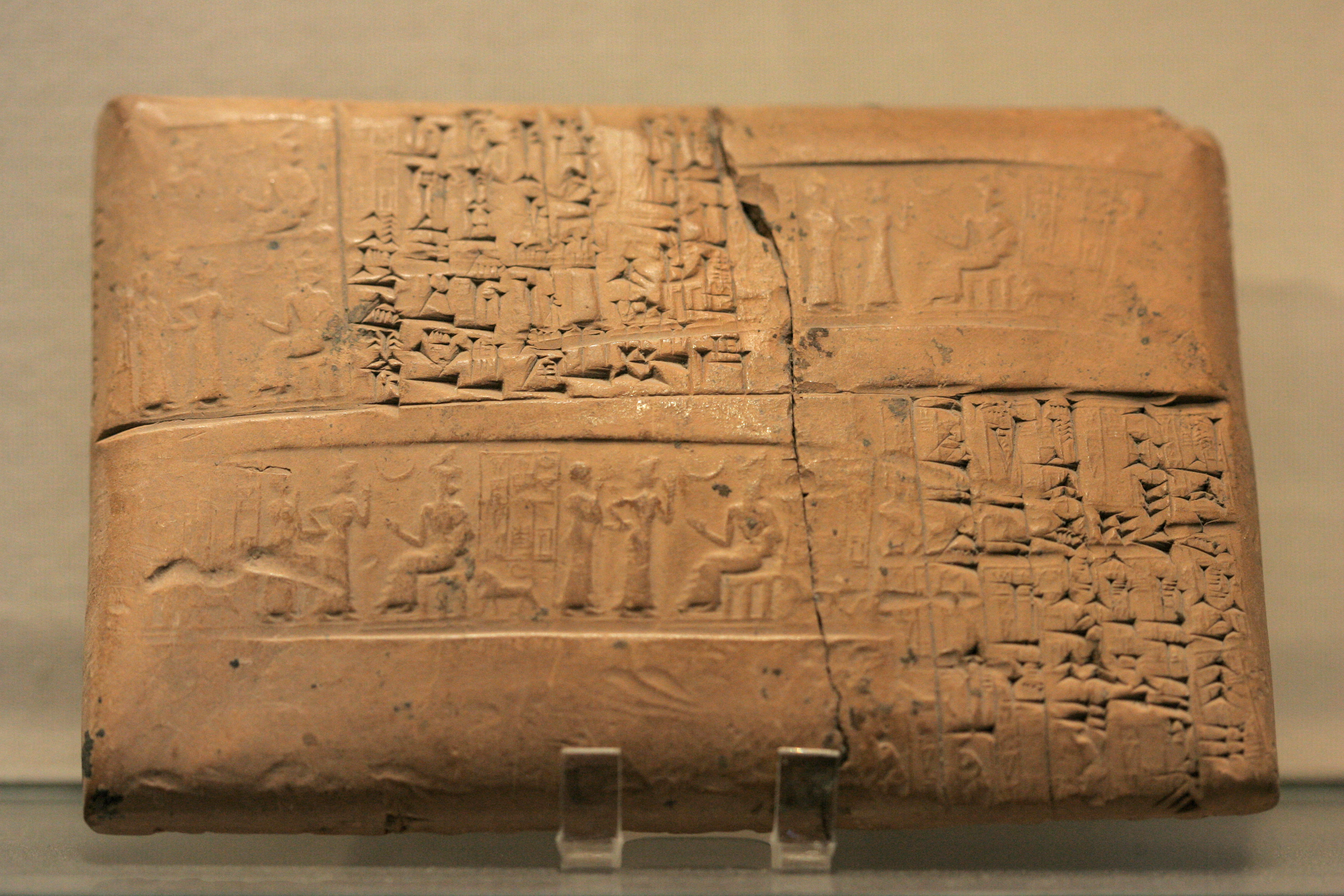
Reverso de uma tábua com um de um terreno com o salário dos trabalhadores, autenticado com o selo de um escriba da administração (cena de "apresentação"); Uma, Museu do Louvre

Os numerosos escribas existentes nos diferentes níveis da administração dos grandes templos produziram uma quantidade impressionante de documentação de gestão e de contabilidade. Nas atividades produtivas (agricultura, pecuária e indústria artesanal), eram atribuídos objetivos ao pessoal que recebia os meios de produção, frequentemente provenientes de outras produções da instituição (campos, sementes, gado, utensílios agrícolas e de artesanato, matérias primas, etc.); eram distribuídas tarefas a realizar e as receitas que elas deveriam gerar. Quando a operação de produção terminava, era realizado outro controlo e a produção podia ser orientada para outra atividade de produção onde era utilizada ou para consumo final, nomeadamente no âmbito da redistribuição interna no organismo (rações de alimentação, salários, oferendas de culto, etc.). Os excedentes podiam ser confiados a mercadores que os escoavam no mercado ou ser emprestados com juros. Este sistema pressupunha a manutenção de entrepostos importantes e numerosos, o controlo das entradas e saídas de produtos que neles transitavam, uma forma de cadastro das terras aráveis, a gestão de redes de irrigação, etc. Os diferentes gabinetes das instituições deviam apresentar contas todos os anos, que incluíam inventários de existências, sendo os administradores responsabilizados em caso de perdas injustificadas ou objetivos não cumpridos. Por sua vez, isto permitia avaliar as produções futuras e planeá-las para fixar os objetivos de produção.

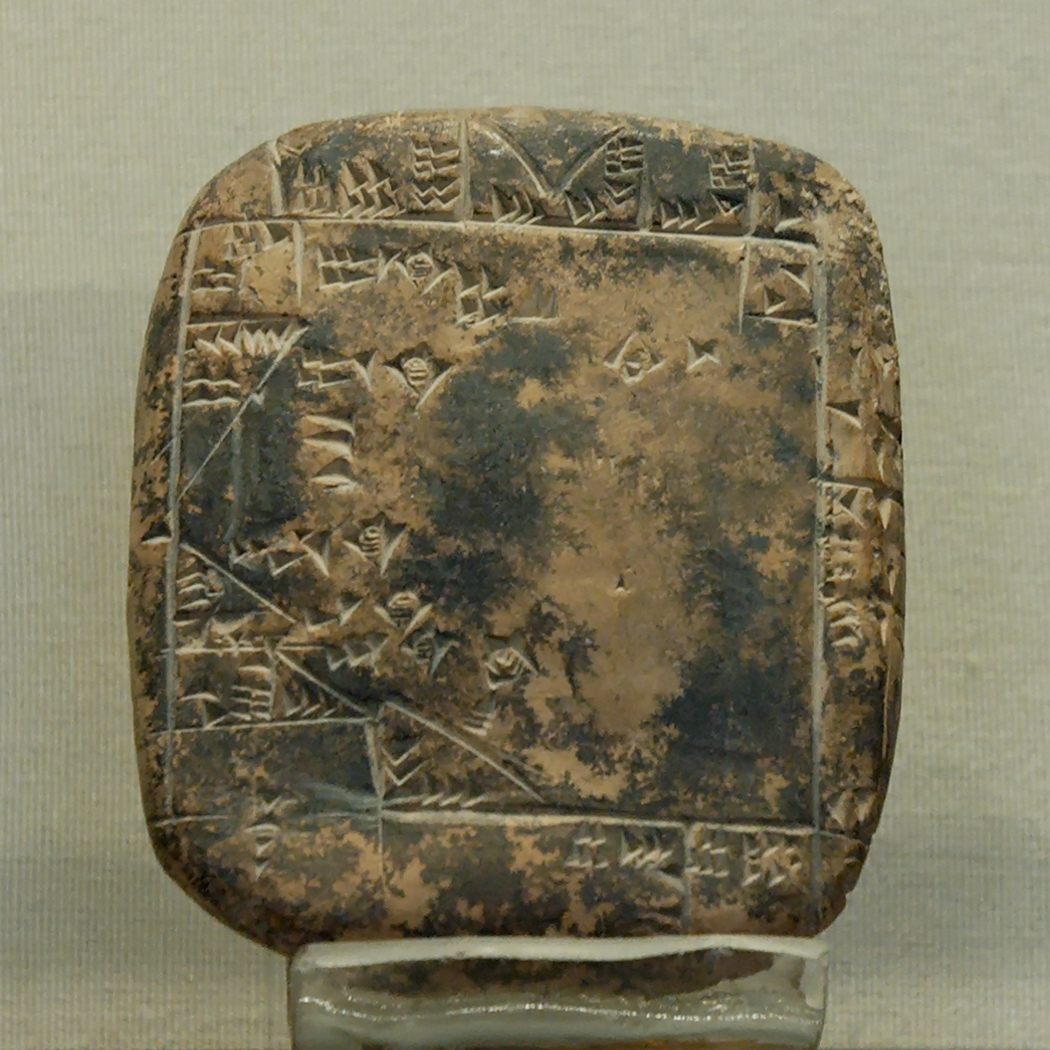
Tábua com registo cadastral com a planta de um terreno proveniente de Uma; Museu do Louvre

As quantidades que surgem em algumas tábuas ou a agregação dos dados de várias delas evidenciam grandes diferenças em relação às práticas de outros períodos da história mesopotâmica: os templos de Guirsu supervisionam aproximadamente 75 000 hectares de terras de cultivo e 4 000 cabeças de gado para as trabalhar; os rebanhos de ovelhas registados em cada ano em Puzerisdagã no sistema do BALA atingem um máximo de aproximadamente 60 000 animais; as oficinas de tecelagem da província de Lagaxe empregaram simultaneamente mais de 6 000 operários têxteis.
Estima-se que esta inflação do controlo e das exigências da administração deve ter causado problemas que fragilizaram o Estado de Ur III. Aparentemente, era muito frequente a administração exigir aos seus dependentes que produzissem mais do que lhes era possível. É provável que a maior parte das atividades económicas fossem controladas por essas instituições e que a maior parte das terras estivessem também sob o seu controlo direto. O controlo apertado das produções geridas pelos templos e confiada aos seus trabalhadores conduziu a um sistema de gestão muito pesado: por exemplo, a morte de uma só ovelha dos rebanhos de um templo devia ser registada em três documentos diferentes. Isso poderá ter levado ao entupimento e ao bloqueio da administração da administração, que foi uma das causas da desagregação do reino.

### Impostos e redistribuição de riqueza: o sistema doBALA
O controlo apertado da economia pelo Estado a partir do reinado de Sulgi culminou na criação de um sistema de redistribuição e de taxação chamado BALA ("ciclo" ou "período"), documentado pelos arquivos desenterrados em Drehem, a antiga Puzerisdagã. Cada uma das províncias centrais estava encarregada de pagar periodicamente um tributo cujo montante era estabelecido previamente pelos representantes do poder central em função das especialidades e capacidades da região. A documentação disponível regista frequentemente que esse tributo era pago com animais, mas podia variar conforme as províncias; por exemplo, aquelas que tinham mais madeira podiam pagar com esse material. Aparentemente os bens recolhidos podiam ser armazenados em centros; isso acontecia pelo menos em Puzerisdagã, cujo centro de armazenagem era especializado em pecuária, a julgar pela documentação dali proveniente. Seguidamente, os bens eram redistribuídos pelas províncias segundo as suas necessidades, como contrapartida das contribuições pagas. Dessa forma, a madeira ou os cereais iam preferencialmente para as regiões onde estavam em falta. Também podia acontecer que em certos casos a contribuição fosse dirigida diretamente para outra província sem passar por um centro de redistribuição ou ficar na província contribuinte para ali ser utilizada. Este sistema original, cujo funcionamento ainda não é bem conhecido, foi limitado no tempo, pois só esteve em funcionamento durante o reinado de Sulgi e durante o início do reinado de Ibi-Sim. Durante algum tempo foi assegurado um processo de redistribuição de riquezas em grande escala no reino, o que testemunha a vontade de organização económica dos reis de Ur.

### As grandes explorações agrícolas

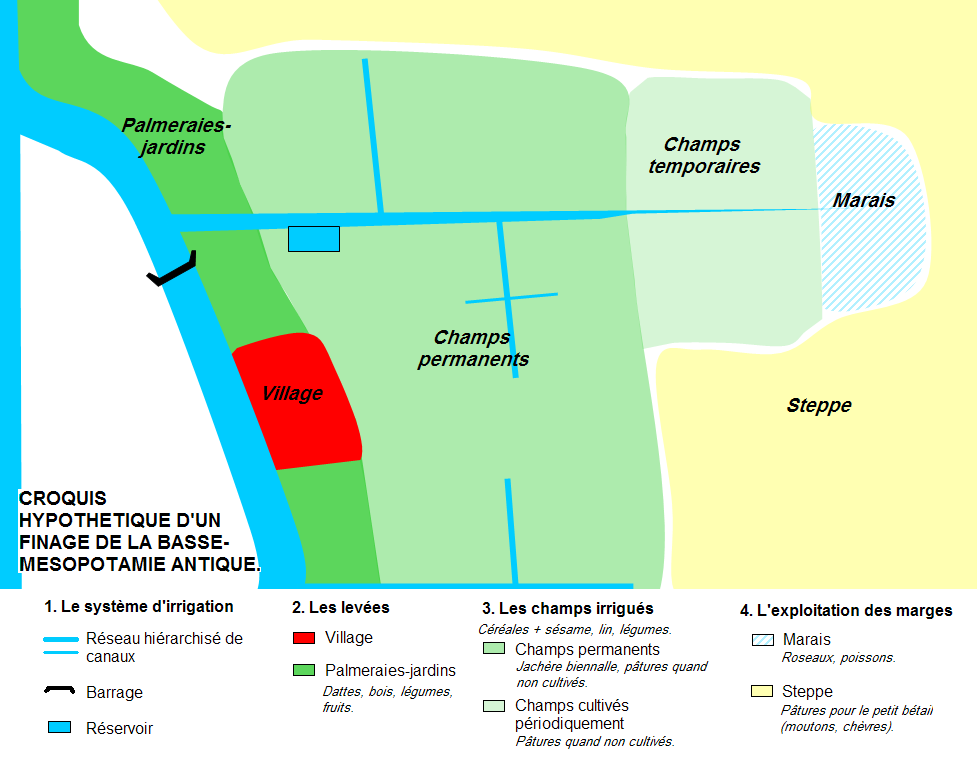
Mapa hipotético de uma fazenda agrícola da Baixa Mesopotâmia antiga mostrando a utilização das diferentes partes do ambiente local

A agricultura da Baixa Mesopotâmia antiga baseava-se tradicionalmente na cultura irrigada de cereais, sobretudo de cevada, mais adaptada às condições naturais da região. Tratava-se da cultura mais importante para a administração e é a que está melhor documentada. É evidente que houve uma vontade de maximizar a produção durante o período de Ur III, o que passou tanto pelo aumento dos terrenos de cultura como pelo aumento da produtividade. Esta é tema de debate, apesar das estimativas a colocarem acima da maior parte das outras agriculturas antigas: entre 10/1 e 15/1 em média para as estimativas mais baixa e entre 20/1 e 30/1 para as mais otimistas, sabendo-se que as melhores terras tinham níveis ainda mais elevados. As elevadas produções podem ter originado a salinização de terras devido à sobre-exploração.
A organização das diferentes unidades de campos cerealíferos (A.ŠÀ) dos templos é bem conhecida para os de Lagaxe e Uma, sobre os quais há numerosas tábuas administrativas. Tratava-se de uma divisão tripartida das terras já atestada nos períodos anteriores. As administrações dos templos dispunham da "propriedade do senhorio" (GÁN.NIG.EN.NA), cuja exploração era administrada diretamente, sob a direção de chefes de equipas (ENGAR), os quais tinham sob as suas ordens trabalhadores pagos em rações de alimentação e animais de trabalho. As terras destinavam-se a atender as necessidades correntes do templo (alimentação e remuneração do pessoal e oferendas de culto) e aparentemente constituíam a maior parte das propriedades dessas instituições. Outra parte era constituída pelas terras de subsistência (GÁN.ŠUKU.RA), concedidos aos membros da administração dos templos como forma de retribuição. Por sua vez, o rei concedia terras aos dignitários do seu reino, em troca dos seus serviços. Havia ainda terrenos que eram arrendados contra o pagamento em cevada e prata correspondente a cerca de um terço das colheitas (GÁN.URU4.LÀ; "campo arrendado").
As outras produções agrícolas caraterísticas da Baixa Mesopotâmia situavam-se nos palmeirais-hortas plantados nas margens dos cursos de água. As grandes tamareiras eram essenciais, pois ela forneciam tâmaras, as suas folhas e troncos eram utilizadas na indústria artesanal e sob as suas sombras os hortelãos cultivavam diversos frutos e legumes. Os pântanos eram explorados pelas suas canas e pelos seus peixes, enquanto que as florestas forneciam madeira e havia ainda terrenos de caça. Tudo isso era explorado mediante pagamentos aos organismos que controlavam as terras. A pecuária era também uma atividade muito importante, sobre a qual há muita documentação escrita. Os arquivos de Puzerisdagã relativos ao sistema do BALA mostram que o gado das criações dos grandes organismos podiam transitar através de todo o reino. Tratava-se na sua maioria de ovelhas, mas também eram criadas cabras e bovinos. As entradas e saídas de animais dos rebanhos eram contabilizadas escrupulosamente, bem como os eventuais acidentes que pudessem causar a sua morte. Havia pessoal encarregado de engordar os animais novos e pastores que se ocupavam do pastoreio dos rebanhos.

### Indústria artesanal

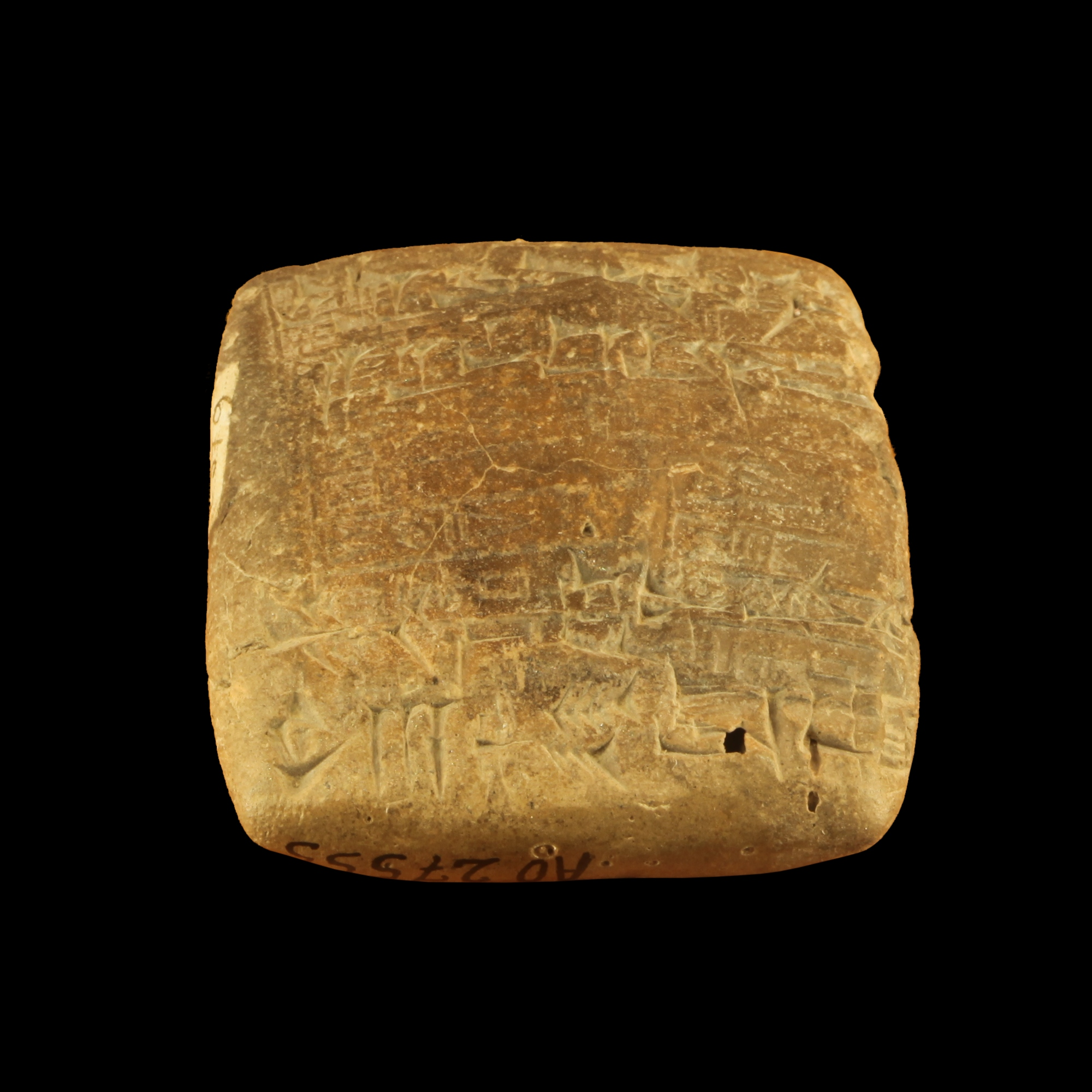
Recibo de 13 trajes de lã de qualidade ordinária,, Museu de Belas Artes de Lyon

Deve ter existido indústria artesanal doméstica, envolvida na transformação de produtos facilmente obtidos na Baixa Mesopotâmia, como tecelagem de lã e de linho, trabalhos em cana e barro ou produção de cerveja a partir de cevada. No entanto, a atividade do tipo industrial desenvolveu-se principalmente no âmbito dos grandes organismos, pois eram essas instituições que podiam dispor de maiores quantidades de matérias primas, quer locais, quer sobretudo daquelas que não estavam disponíveis nos territórios mesopotâmicos, como metais e pedras. Além disso, eram as únicas com capacidade para investir em produções em grande escala, usando operários muito especializados e mobilizando recursos importantes, por exemplo a construção de grandes barcos ou de utensílios em metal padronizados. Os grandes organismos tinham ainda necessidade de numerosos artesãos para o seu funcionamento quotidiano, como carpinteiros, oleiros, curtidores, cesteiros, etc. As atividades melhor documentadas são as que eram realizadas nas oficinas do Estado, que eram geridas por gabinetes encarregados do seu aprovisionamento em matérias primas, da organização do trabalho, da definição dos objetivos de produção, do controlo, da inventariação e posterior distribuição dos produtos acabados, bem como do recrutamento e remuneração dos artesãos, os quais eram supervisionados diariamente por capatazes. Esses gabinetes podiam estar encarregados de vários grupos de oficinas que se ocupavam de atividades diversas: um gabinete de Guirsu administrava escultores, ourives, canteiros, marceneiros, ferreiros, surradores, tapeceiros e tecelões. Os artesães eram divididos em função do material que trabalhavam. O têxtil era de longe a atividade mais importante das oficinas institucionais, como é testemunhado pelos 6 000 operários da província de Lagaxe geridos por um só gabinete. Eram principalmente mulheres, que trabalhavam sobretudo lã, embora o linho também fosse um tecido comum. As jornadas de trabalho, o tipo de tecidos e o tempo gasto na sua produção eram contabilizados. Todos esses artesãos eram remunerados em rações de alimentação, estando muitos deles permanentemente dependentes das instituições.

### Trocas e comércio

Localização dos principais sítios arqueológicos e regiões da parte oriental do Médio Oriente na segunda metade do 3.º milénio a.C.

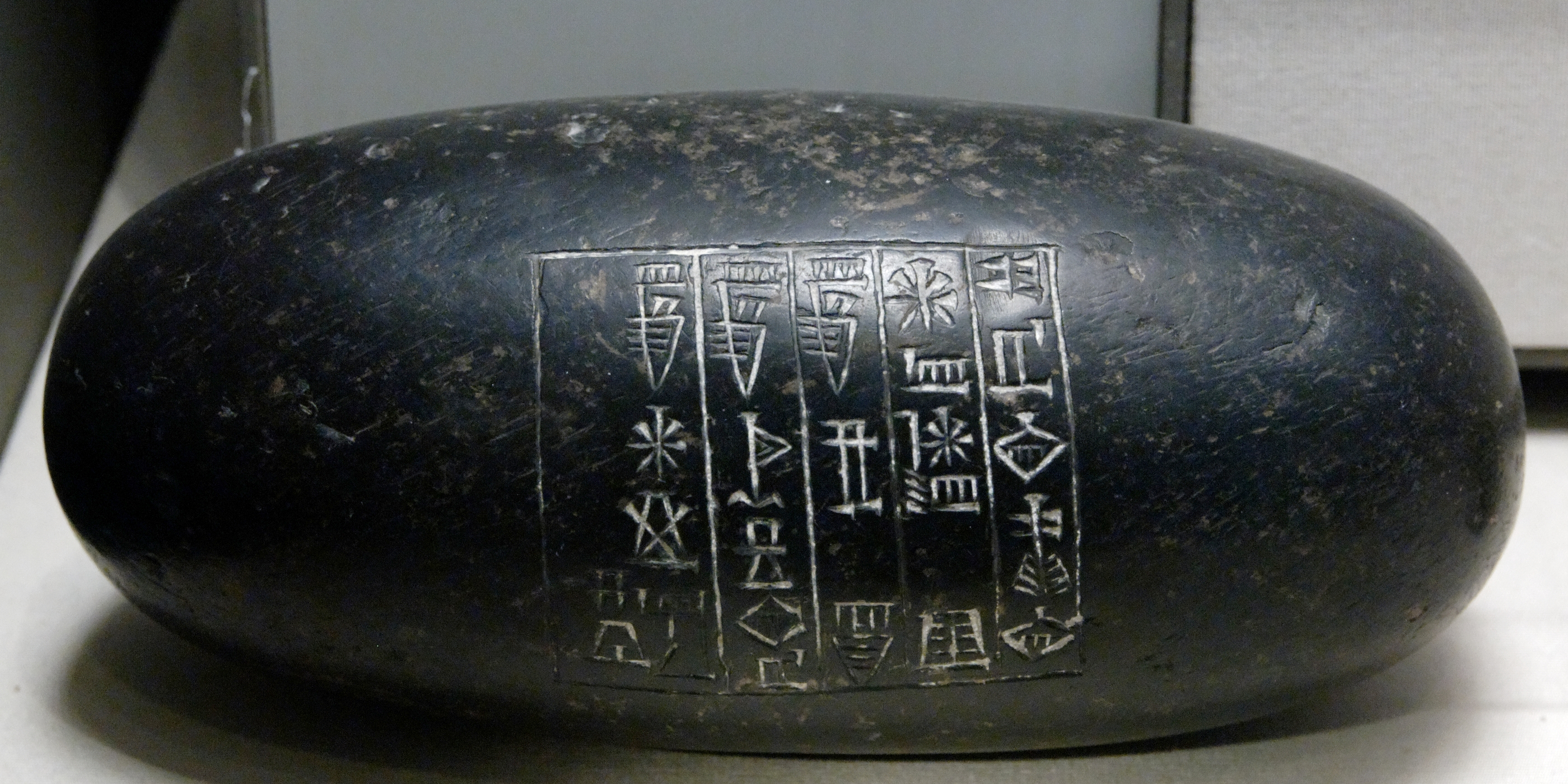
Peso em diorito de cinco minas usado para pesar meios de pagamento, com o nome de Su-Sim inscrito; Museu do Louvre

Para a troca de produtos excedentários por outros de que necessitavam, os grandes organismos recorriam aos serviços de intermediários (DAM.GÀR; "mercadores"), a quem eram entregues os excedentes da instituição para que estes fossem trocados por outros produtos, frequentemente bens raros ou de luxo cuja produção era impossível. Também aqui a administração era muito precisa no controlo das entradas e saídas de produtos. A possibilidade desses mercadores terem exercido atividades por sua própria conta foi debatida durante muito tempo no âmbito das interrogações sobre a existência de um setor privado, um assunto sobre o qual não há menções explícitas nas fontes. No entanto, aparentemente existiram atividades comerciais privadas e os mercadores podem mesmo ter agido como verdadeiros "homens de negócios", nomeadamente fazendo empréstimos a juros. O financiamento do comércio privado está muito mal atestado: parece ter funcionado com empréstimos comerciais e através de associações, como nos períodos seguintes.
O comércio a longa distância com as regiões vizinhas era essencial para a Baixa Mesopotâmia, que era deficitária em metais, pedras e madeira de construção de qualidade. O período de Ur III e toda a segunda metade do 3.º milénio a.C. foi marcada pelo desenvolvimento das rotas marítimas do golfo Pérsico. Através desta via a Mesopotâmia obtinha couro e diorito de Magan (Omã) e cornalina, lápis-lazúli, marfim, ouro e prata de Melua (no vale do Indo, onde se desenvolvia então a  civilização harapeana). A região de Dilmun (Barém) era um local de trânsito desse comércio, que estava na base da prosperidade das províncias litorais de Ur. É difícil saber o que os mercadores mesopotâmicos trocavam de volta: talvez cevada e outros bens pouco perecíveis, como azeite e lã e, sem dúvida, tecidos. A administração tinha recursos para mobilizar recursos importantes para construir navios de grande dimensão para a época, alguns chegando a ter aproximadamente 90 000 litros de capacidade.
Outras vias comerciais importantes eram terrestres, passando por Susiana ou pelo rio Diala em direção ao planalto iraniano e às suas riquezas minerais, ou em direção à Alta Mesopotâmia e à Síria, de onde provinham outros metais, pedras e madeira de qualidade.

## Cultura
À semelhança do que é usual na história mesopotâmica, os aspetos culturais do período da terceira dinastia de Ur estavam limitados às elites, nomeadamente à corte, aos templos e aos funcionários superiores da administração. A inexistência de escavações de residências da época dificulta o conhecimento sobre o tema. De uma forma geral, os vestígios artísticos de Ur III são ténues: há poucos exemplos de peças de arte para além da glíptica e a literatura é constituída principalmente por textos copiados em épocas posteriores, que se supõem ter sido redigidos durante os reinados dos reis de Ur. Os conhecimentos arqueológicos e sobre as práticas religiosas são um pouco mais consistentes. Sabe-se que a figura do rei tinha um peso esmagador, com ligações ao mundo divino e às tradições sumérias, mesmo que se rejeite a ideia de um "renascimento sumério" neste período. Os aspetos culturais do período de Ur III serviram de modelo para as dinastias amoritas que se lhe seguiram, assegurando a sua preservação.[carece de fontes?]

### Renascença suméria
O chamado período neossumério, — que inclui, além da terceira dinastia de Ur, a segunda dinastia de Lagaxe, representada acima de tudo pelo reinado de Gudea (r. 2 141–2 122 a.C.) — foi caraterizado no passado como um período de "renascença suméria", com base numa leitura nacionalista e étnica da história antiga: os sumérios teriam perdido o poder para a dinastia de Acádia, semita (ou acadiana) e os reis de Ur III marcariam o seu retorno ao poder antes do seu desaparecimento definitivo. Esta perspetiva foi abandonada há muito pelos historiadores e atualmente é corrente reconhecer-se que na realidade não é possível detetar tensões entre sumérios e acádios nos últimos séculos do 3.º milénio a.C.
Os reis de Ur III certamente que usaram a língua suméria como língua administrativa e sobretudo literária, mas esse idioma tendeu a deixar de ser uma língua vernácula durante a sua dominação, o que é ilustrado pelo facto dos últimos três reis de Ur III terem nomes em acádio. A data do desaparecimento do sumério falado é um assunto controverso: alguns estudiosos pensam que tal tenha acontecido durante o período de Ur III se não mesmo antes, enquanto que outros pensa que nesse período ainda existia e que só tenha desaparecido nos primeiros séculos do 2.º milénio a.C.
Seja como for, o sumério estava então consagrado como uma língua literária, o que se manteve durante os séculos seguintes, como aconteceria com o latim na Europa medieval. Esta situação está ligada à supremacia exercida pelos centros de escribas das cidades sumérias nesse período, sob a proteção dos reis, sobretudo nas suas capitais Nipur e Ur. Noutros aspetos, a arte, a literatura e a ideologia dos reis de Ur III não revela indícios de rejeição da herança dos reis da Acádia e, pelo contrário, é-lhe dada continuidade, sendo integrada na sua própria tradição historiográfica, que apresenta os reis acádios como seus predecessores. Depois do reinado de Ur-Namu, marcado por uma recuperação das tradições antigas, sem dúvida motivada por uma preocupação de legitimação das circunstâncias da tomada do poder, os reis seguintes levaram a cabo mudanças mais profundas na ideologia real, fazendo-se divinizar (como haviam feito os reis da Acádia antes deles) e aparecendo em destaque em várias peças literárias e artísticas, o que constitui a caraterística mais marcante da cultura das elites desse período.

### Culto religioso

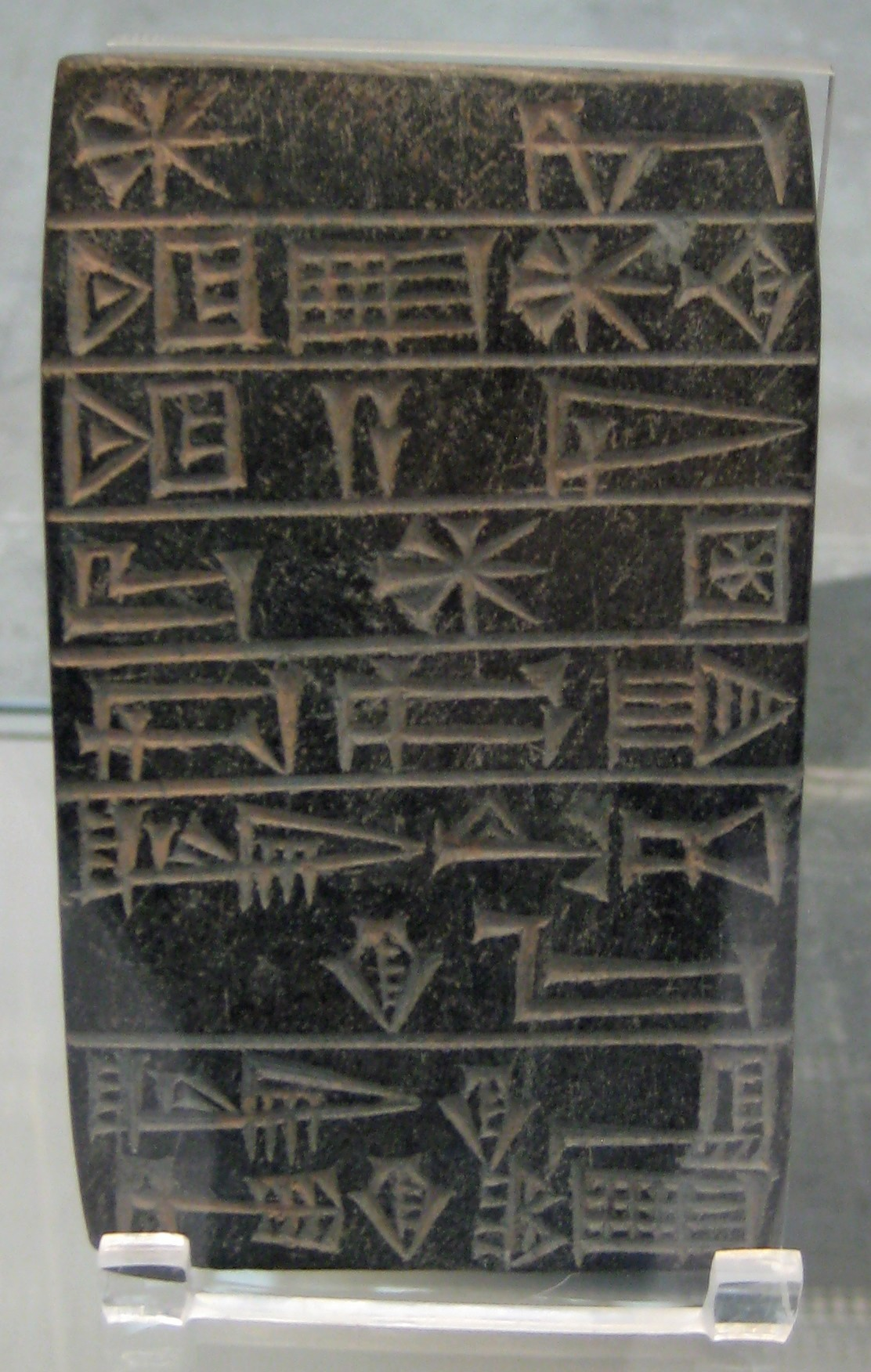
Inscrição de Ur-Namu comemorativa da reconstrução da Eanna; Museu Britânico

A região central do reino de Ur era dominado por grandes cidades que eram os principais locais de culto dos grandes deuses do reino: Enlil, o rei dos deuses e deus do vento, venerado em Nipur no seu templo É.KUR; o seu irmão Enqui, deus das águas subterrâneas abissais, da sabedoria e da magia, no É.ABZU ("Casa do Abismo) de Eridu; o seu filho, o deus-lua Nana, que era a divindade tutelar de Ur, onde se encontrava o seu grande templo, o É.KIŠ.NU.GAL ("Casa da Grande Luz"); a filha deste, a grande deusa Inana, estrela da manhã e deusa do amor e da guerra, que tinha o seu local de culto principal em Uruque, no É.AN.NA ("Casa do Céu"). O pai dos deuses, Anu, era também venerado em Uruque. O deus-sol Utu, outro descendente do deus-lua, tinha dois centros de culto principais, em Larsa e Sipar, onde os seus templos se chamavam É.BABBAR ("Casa Brilhante"). Havia uma multidão de divindades mais ou menos importantes que também eram adoradas na Baixa Mesopotâmia, nomeadamente entre as espécies de "cortes" que rodeavam os grandes deuses, que dispunham de capelas nos templos destes.
Algumas dessas divindades eram originárias de regiões estrangeiras (a assimilação de influências exteriores foi uma constante). Tal é o caso de certas divindades de origem hurrita neste período. Uma das particularidades do período de Ur III é a divinização dos reis, já mencionada acima, que ocorreu a partir de Sulgi e cujas implicações teológicas exatas são tema de debate, mas em qualquer dos casos, esteve na origem de um culto destinado aos soberanos vivos, com a realização de estátuas de culto dos reis divinizados enquanto estavam vivos, a realização de sacrifícios e de festas em sua honra e na construção de vários locais de culto, como o templo de Su-Sim escavado em Esnuna. A acreditar em William W. Hallo, é sob o efeito dessas mudanças que teria ocorrido uma evolução importante dos rituais de culto aos deuses, com a aparição de estátuas de culto, as quais não estão atestadas com certeza para os períodos anteriores. Ao mesmo tempo que o rei toma os atributos dos deuses, os deuses são mais humanizados, sendo as estátuas consideradas como vivas, manifestando a sua presença real na sua morada terrestre (o seu templo).

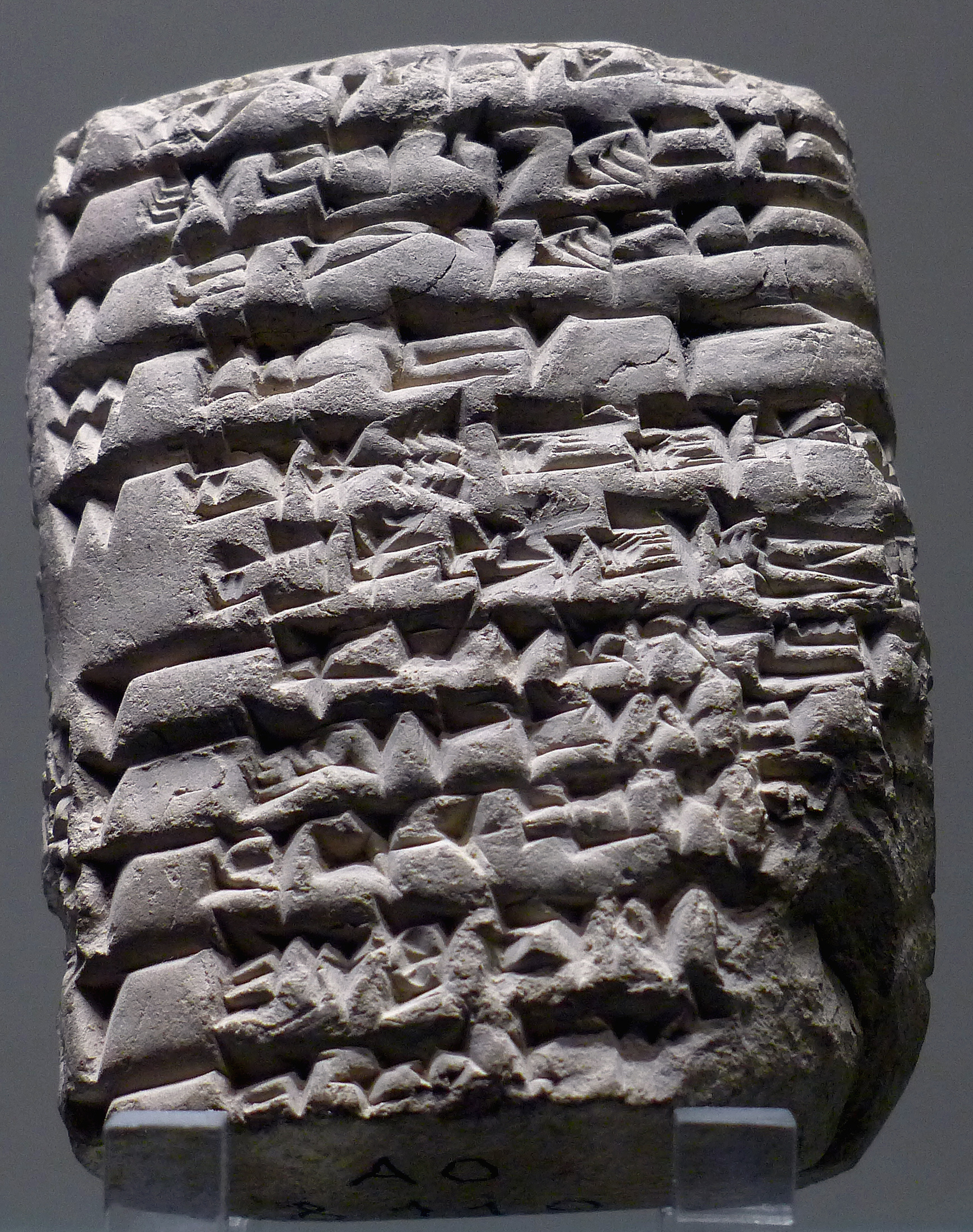
Tábua com uma lista de objetos (mobiliário e outros bens) do tesouro de um templo; Museu do Louvre

Os reis eram os principais protagonistas do culto e construíram e restauraram constantemente numerosos templos, aos quais faziam sumptuosas ofertas: mobiliário divino, como tronos, ou meios de transporte, como carroças ou navios. Estes atos foram considerados dignos de figurar nos seus nomes de anos ao lado dos seus êxitos militares. Os monarcas participavam também em certos rituais importantes. Eram assistidos nesta tarefa por membros da família real, nomeadamente as suas esposas, filhos e filhas, que eram entronizados altos-sacerdotes ou altas-sacerdotisas de vários santuários importantes. De forma semelhante, ao nível provincial, os governadores tomavam igualmente essas atribuições; erigiam templos, organizavam o culto e participavam nos rituais ao lado das suas famílias. Os bens necessários para o culto corrente e para a manutenção do pessoal do clero que tinha a seu cargo o culto eram financiados pelas propriedades dos templos, as quais tinham capacidade para produzir a maior parte daquilo de que necessitavam nos seus campos e nas suas oficinas, suprindo o resto das suas necessidades através do comércio ou doações.[carece de fontes?]
Nos calendários religiosos das diferentes cidades havia numerosas festividades dedicadas aos deuses (EZEN) e espalhadas ao longo do ano, que geralmente ocorriam em intervalos regulares (todos os dias, várias vezes por mês ou uma só vez por ano). Certas festas seguiam o ciclo das estações ou dos astros, outras tinham uma simbologia funerária ou estavam muito ligadas à realeza ou às famílias dos governadores provinciais, etc. Entre as mais importantes figuravam as festas ligadas ao ciclo lunar, que tinham lugar três vezes por mês (ÈŠ.ÈŠ); o A.KI.TI ("akitu(m)" em acádio), dedicado ao deus Nana, que se comemorava durante os equinócios; diversos rituais de viagens divinas, como aquele em a estátua da deusa Ninlil viajava na barca sagrada de Nipur a Tumal, muito importante durante o reinado de Sulgi; a grande festa da Inana de Nipur, que se realizava durante o sexto mês do ano; etc. O tema literário do "casamento sagrado", comemorativo da união da deusa Inana e do Dumuzi, o qual era representado pelo rei, pode ter estado ligado a um ritual de Uruque, cuja existência está por provar.

### Literatura
Marido, deixa-me acariciar-te:
O meu carinho amoroso é mais suave que o mel.
No quarto repleto de mel,
Vamos desfrutar da tua beleza deslumbrante.
Leão, deixa-me acariciar-te:
O meu carinho amoroso é mais suave que o mel.
…
A tua alma, eu sei como alegrar a tua alma:
Marido, dorme na nossa casa até ao amanhecer.
O teu coração, eu sei como alegrar o teu coração:
Leão, vamos dormir na nossa casa até ao amanhecer.
Tu, já que tu me amas,
Dá-me, peço-te, os teus carinhos.
Meu senhor deus, meu senhor protetor,
Meu Su-Sim que alegra o coração de Enlil,
Dá-me, peço-te, os teus carinhos.
———
Extratos de um canto amoroso ao rei Su-Sim, traduzido por Samuel Noah Kramer.

Durante período de Ur III foram escritos numerosos textos literários em sumério, a língua literária e administrativa dominante, apesar de estar em declínio como língua vernacular. As inscrições e textos que revelam a literatura artística ou os rituais foram quase exclusivamente redigidos em sumério. Este crescimento literário foi grandemente impulsionado pelo poder real, nomeadamente por Sulgi,, que patrocinou a criação de uma instituição escolar, o É.DUB.BA (usualmente traduzido como "casa das tábuas"), e a reforma da formação dos escribas. Isso explica a forte tendenciosidade política das obras literárias. Os hinos à glória do rei apresentam-no como um letrado brilhante e revelam a sua vontade que o género hínico fosse generalizado nos templos. No entanto, as versões que se conhecem das obras datadas do tempo dos rei de Ur são cópias do século XVIII a.C., na sua maior parte provenientes de Nipur (um centro cultural de primeira importância e provavelmente o local de origem de numerosas dessas peças literárias), e por isso é difícil de reconstituir com precisão a história literária desse período. Não obstante isso, é possível notar algumas tendências significativas.
O género aparentemente mais em voga na época era o dos hinos dedicados a divindades, reis, templos ou cidades. Os hinos reais são os mais importantes, destacando as qualidades notáveis do rei glorificado, comemorando as suas realizações religiosas e os seus feitos militares, bem como a sua inteligência e o seu carisma. Há ainda um conjunto de hinos ao amor, com conotações eróticas, onde se destacam os dedicados a Su-Sim e ao casal divino Dumuzi-Inana, ligados ao tema do casamento sagrado. O género hínico divide-se em vário sub-géneros, como por exemplos os BALBALE, que têm a forma de diálogos.
A literatura de caráter historiográfico tinha também a realeza como principal tema. Há várias histórias escritas para explicar a glória e a queda dos predecessores dos reis de Ur, os reis da Acádia. A “Maldição da Acádia” coloca em cena Narã-Sim, apresentado como o último rei dessa dinastia, apesar dele ter tido vários sucessores, e atribui a sua queda ao seu caráter impiedoso em relação ao rei dos deuses Enlil, que faz e desfaz as dinastias segundo a sua vontade. Esta visão historiográfica clássica da civilização mesopotâmica está igualmente presente na “Lista Real Suméria”, cujo exemplar conhecido mais antigo data deste período e que propõe uma reconstrução semi-lendária das dinastia passadas que deveram a sua realeza aos favores divinos para depois perderem a benevolência dos deuses para outra linhagem.
A literatura épica floresceu durante este período, tendo sido escritos várias histórias, mais uma vez ligadas à dinastia real, com os mitos relativos aos feitos de três reis semi-lendários de Uruque: Enmerkar, Lugalbanda e Gilgamexe. Os reis de Ur III, cuja dinastia era originária de Uruque, apresentavam-se como os descendentes destes heróis do passado. Ur-Namu e Sulgi aparecem mesmo "irmãos" de Gilgamexe em algumas inscrições, já que pretendiam ser descendentes dos pais deste último, nomeadamente da deusa Ninsuna.
Outros textos que podem datar deste período revelam o género sapiencial, que se colocam ao nível de simples mortais, como a “Carta de Lu-dingirra à sua mãe”, na qual um homem exprime o seu amor filial à sua mãe da qual está longe, ou “Um homem e o seu deus”, na qual um homem se queixa ao seu deus pessoal por ter sido atingido pelo infortúnio injustamente, que constitui a primeira variação conhecida sobre o tema do "justo sofredor" que culmina no “Livro de Jó”.

### Arte

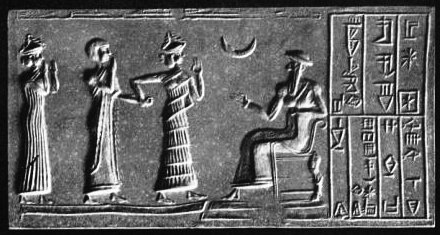
Carimbo de um selo cilíndrico representando a apresentação de Harsamer, governador de Iscum-Sim, ao rei Ur-Namu, divinizado e sentado no seu trono

O período da terceira dinastia de Ur é considerado muito pouco marcante no plano artístico. Chegaram-nos poucas obras de primeiro plano dessa época, em comparação com o florescimento artístico de Lagaxe sob o patrocínio de Gudea, que antecedeu por pouco ou foi contemporâneo dos reis de Ur. A arte continuou fortemente inspirada pela tradição dos períodos precedentes e não se encontra nela a originalidade das obras literárias contemporâneas de outras partes do Médio Oriente.
O reinado de Ur-Namu é o melhor documentado. A “Estela de Ur-Namu” data sem dúvida desse período; executada em calcário rosa escuro, foi encontrada no santuário de Ur em estado muito fragmentado, o que tornou sua reconstituição muito problemática. Não obstante, os baixos-relevos que sobreviveram apresentam uma elevada fineza de execução. Cada uma das duas faces da estela estava dividida em cinco inscrições horizontais que apresentam uma visão clássica do papel religioso do rei e as suas relações com os deuses: homenagem a divindades sentadas em tronos, cenas de festividades e de construção de um templo, nas partes que são legíveis. Há outra estela, encontrada em Susa (para onde foi levada como butim), que representa igualmente Ur-Namu num contexto religioso. Durante o período de Ur III, foram realizados cones de fundação originais, por serem antropomorfos, que representam o rei segurando por cima da cabeça um cesto com tijolos, simbolizando a sua função de rei construtor. Este tipo de objeto foi comum durante o reinado de Sulgi. Há também estátuas datadas do período neossumério que foram realizados durante a terceira dinastia de Ur. Uma estátua em diorito, também encontrada em Susa e originária de Esnuna, representa um rei barbudo sentado num trono. O estilo das estátuas desta época é muito próximo do que se encontra nas estátuas encontradas em Guirsu datadas do reinado de Gudea.[carece de fontes?]
A glíptica da época de Ur III carateriza-se por cenas ditas "de apresentação": o detentor do selo cilíndrico, geralmente um funcionário importante, é representado com a mão erguida em sinal de oração enquanto é guiado por uma divindade que enverga um robe com franjas na direção de um grande deus ou de um rei divinizado sentado num trono, frequentemente segurando uma pequena taça. A cena é encimada por um símbolo astral. Este tema, já popular durante o Império Acádio, torna-se então muito comum e padronizado, banalizando-se durante os séculos seguintes. Aparentemente estava ligado à existência de uma classe superior de grandes funcionários do Estado, próximos do soberano, e à afirmação do aspeto sagrado da função deste.

### Arquitetura

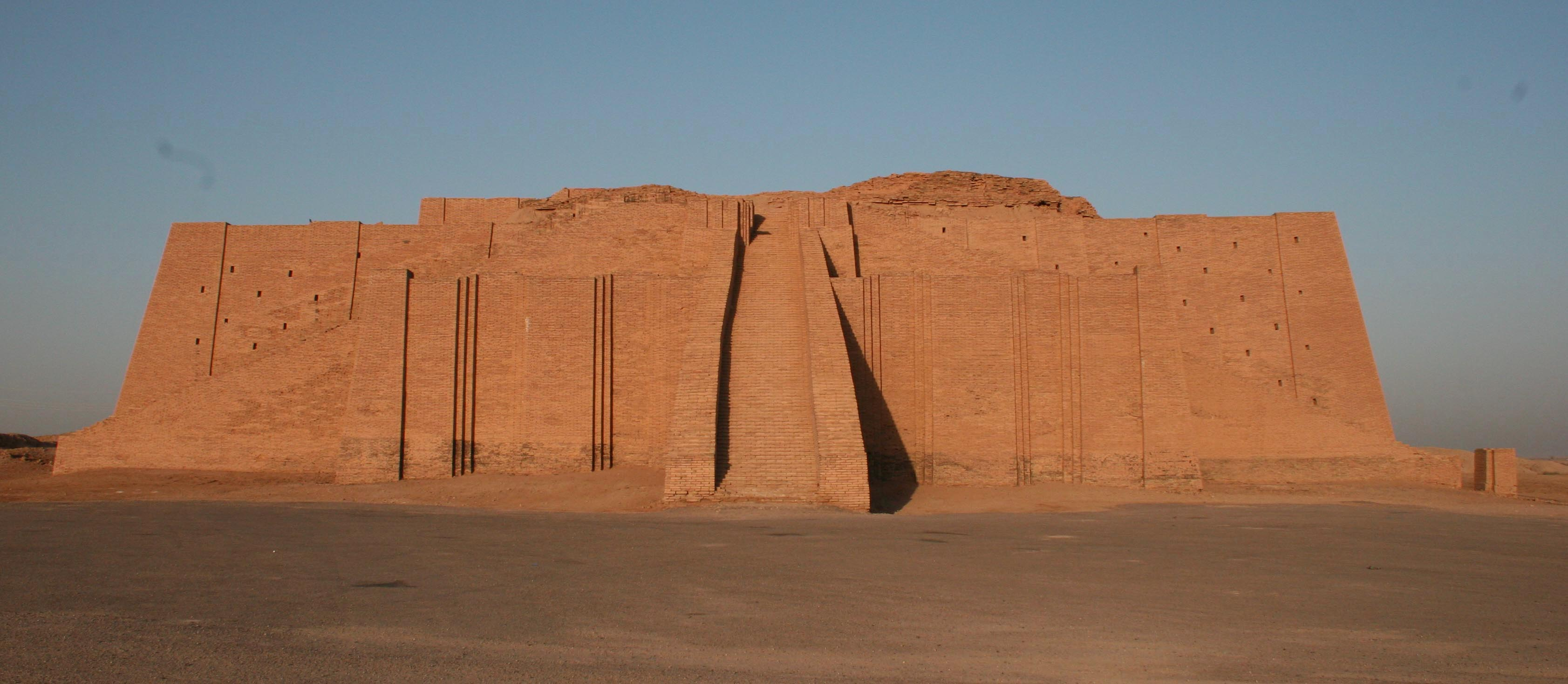
Ruínas do zigurate de Ur

Os reis de Ur III foram construtores muito ativos. A maior parte das inscrições oficiais e alguns dos nomes dos anos deste período comemoram as construções e restauros por eles patrocinados bem como de empreendimentos de muitos dos seus governadores. As obras ocorreram sobretudo nas metrópoles da Suméria, mas também nos principais centros das províncias centrais e periféricas. Poucos desses edifícios foram descobertos pelos arqueólogos, pois muito frequentemente eles foram reconstruídos pelos soberanos dos períodos seguintes ou então foram completamente substituídos por outros edifícios. O complexo religioso de Ur é geralmente considerado como um exemplo da arquitetura deste período, porém o que chegou aos nossos dias deve-se em grande parte às reconstruções levadas a cabo durante o período de Isim-Larsa (dois primeiros séculos do 2.º milénio a.C.), apesar da sua planta original e a sua organização não tenham sido substancialmente alteradas. Outro local onde foi possível escavar várias construções do período de Ur III é Tell Asmar, a antiga Esnuna, nomeadamente um palácio e um templo dedicado a Su-Sim.
As inscrições indicam que a atenção dos reis incidiu principalmente nos edifícios religiosos, mas de qualquer modo eles não tinham o hábito de comemorar construções profanas além dos canais e das obras militares. Em relação a estas últimas, há numerosas menções de construções defensivas, nomeadamente as muralhas de Ur por Ur-Namu e as muralhas erigidas por Sulgi e Su-Sim na parte setentrional da região central para repelir as incursões dos povos do norte. Os únicos edifícios civis conhecidos neste período são os palácios de Su-Ilia em Esnuna e o Ehursag ("casa-montanha") de Ur, se este for realmente um palácio. Ambos se organizavam em torno de um pátio central para o qual davam várias unidades, uma delas podendo ser identificada como uma sala do trono e vários espaços para receções. Pode considerar-se que estes edifícios fazem a transição entre os palácios das dinastias arcaicas e os dos primeiros séculos do 2.º milénio a.C..
No que concerne aos edifícios religiosos, os reis de Ur III são conhecidos principalmente pelas obras que mandaram fazer nos grandes complexos religiosos sumérios de Ur, Eridu, Uruque e Nipur. O da capital, o grande templo do deus Nana, é o melhor conhecido. Organizava-se em redor de dois grandes pátios, a maior delas construída sobre um terraço, onde se encontravam as principais salas de culto e o zigurate É.TEMEN.NI.GUR ( "casa cujo alicerce cria terror"). A sul havia outros grandes edifícios: o Giparu, dividido entre a parte que servia de residência da grande sacerdotisa de Nana e o templo da deusa Ningal; o Ganunma, que provavelmente servia como armazém; e o já mencionado Ehursag, que pode ter sido um palácio real. Mais a sul situava-se um edifício religioso com túmulos subterrâneos, usualmente identificado como o mausoléu de Sulgi e de Amar-Sim, apesar dessa função estar longe de estar comprovada.
Os quatro principais locais de culto foram dotados de complexos religiosos, dominados pelos imponentes zigurates, os quais são geralmente considerados como inovações deste período, apesar de aparentemente terem tomado o lugar de templos mais antigos construídos sobre terraços, que foram cobertos (pelo menos em Uruque e Ur). Tratava-se de vastos edifícios de base retangular (62,50 × 43 metros em Ur), constituídos por três terraços sobrepostos, sem dúvida com um templo no alto. A sua função religiosa continua a ser debatida, mas o seu aspeto monumental é evidente. Constituem a melhor ilustração, pela arquitetura, das capacidades do reino de Ur em mobilizar recursos consideráveis e em planear obras de grande dimensão graças ao seu aparelho administrativo. Para os construir, os mestres de obras retomaram e aperfeiçoaram as técnicas de construção desenvolvidas pelos seus predecessores, como o fabrico de tijolos padronizados; um complexo aparelho que alterna fiadas de tijolos ao baixo e ao alto; maciço das paredes em tijolo cru e paramentos em tijolo cozido, mais resistente, com reforços estruturais em madeira de junco.